# 小林さんちのメイドラゴン
『小林さんちのメイドラゴン』（こばやしさんちのメイドラゴン、Miss Kobayashi’s Dragon Maid）は、クール教信者による日本の漫画、またそれを原作とするテレビアニメ、劇場アニメ。『月刊アクション』（双葉社）において、2013年7月号（創刊号）から2024年4月号（休刊号）まで連載後、『漫画アクション』（同）に移籍して2024年8号より連載中。
『月刊アクション』に連載のスピンオフ作品として、木村光博作画の『小林さんちのメイドラゴン カンナの日常』（2017年2月号から連載）、カザマアヤミ作画の『小林さんちのメイドラゴン エルマのOL日記』（2017年10月号より連載）、歌麿作画の『小林さんちのメイドラゴン ルコアは僕の××です。』（2019年3月号より連載）、ノブヨシ侍作画の『小林さんちのメイドラゴン お篭りぐらしのファフニール』（2021年1月号より連載）の3作品がある。休刊により、すべて『webアクション』（同）へ移籍が発表、順次連載が再開。また、『webアクション』では新たなスピンオフ作品としてこめつぶ作画の『小林さんちのメイドラゴン イルルは恋とかわかりません！』が2024年11月12日から連載開始された。
2024年4月時点でシリーズ累計発行部数は380万部を突破している。

## あらすじ
朧塚（アニメ版では埼玉県越谷市の風景を使用）という街に住むOLの小林さんは、酔った勢いから異世界のドラゴン・トールを助けた。トールは多大な恩を感じ、そして理由があって故郷に戻れないこともあり、人間のメイドに姿を変えて、小林さんの自宅に住み込んでお世話を始める。そして、小林さんのもとには、トールをはじめとしたさまざまなドラゴンが集まるようになっていくのだった。

## 登場人物
声の項はアニメ版の声優。

### メインキャラクター
各キャラクターの欄には基本的に原作の設定を記述し、アニメ版およびスピンオフ作品で初出、あるいは原作に逆輸入された設定については別途で記述する。

#### 主人公
小林さん（こばやしさん）
声 - 田村睦心
本作における人間側の主人公。本人が名乗る際および周囲からも苗字で呼ばれており、フルネームは明かされていない。システムエンジニアとして「地獄巡商事 北千住事務所」に勤めている26歳の独身女性。マンションに1人暮らしで、家族は両親の他、下に兄弟が2人いる。死んだ魚の目をしている。自動車免許持ち。
仕事の忙しさに追われて疲弊した毎日を過ごしていたが、ある日酔っぱらって電車を乗り越した挙句に迷い込んだ山の中で出会ったトールを助けたことを契機に、生活が大きく変化していくことになる。
きっかけこそ酔った勢いもあったとはいえ、行き場を失ったトールを迎え入れたことをはじめとして、ドラゴン達に手を焼かされてもなんだかんだできちんと面倒を見てあげる心根の優しさや、正面から対話を試みる度胸、ドラゴン達の「ありのままの心」を受け入れることができる深い懐の持ち主である。心の距離感のバランスや感情の機微にも聡く、トールの好意ゆえの暴走や、カンナの幼さゆえの我儘といったものも、その本質を理解し、寄り添い、時に宥め諭すことができる成熟した「大人」であり、ドラゴン達からその人柄に確かな信頼を寄せられている。
妙齢の女性ながら容姿や言動、立ち居振る舞いにフェミニンな要素が希薄であり、トールやイルルからは初対面時に男性と間違われ、特徴的な三白眼気味の目つきについてはトールから「死んだ魚の目」「混沌勢のよう」と評されている。カンナからは親のように慕われているが、母親というより父親のように思われているふしがある上、傍から見ると自分が老けて見られていることに気付かされショックを覚えている。貧乳であることにコンプレックスを抱いており、トールやルコアたちが誇る巨乳を前に、嫉妬の言を漏らすこともある。
基本的にはズボラかつ引っ込み思案な性格で、私生活では気怠げに淡々としているが、無類の酒好きであり、酔いが回ると普段と打って変わってテンションが上がり手が付けられなくなる。メイドをこよなく愛するオタクであり、特に西洋のクラシックなメイドや執事には並々ならぬこだわりを持ち、一度その話題になると饒舌かつ暑苦しいオタクへと変貌する。子供のころ、あまり外で遊ばず、ゲームばかりしていた性分は変わっておらず、休日は基本的に家にいることが多い。苦手な食べ物はひじきと茄子。トールがやって来る以前の家の中は、生来のズボラさに仕事の忙しさも相まって、コンビニ弁当の容器やビールの空き缶、雑誌、衣服まで散らかり放題の惨状を呈していた。仕事のストレスを晩酌で発散するため二日酔いは日常茶飯事で、姿勢の悪さから慢性的な腰痛にも悩まされている。自動車免許は持っているが、自家用車は持っていない。
社会人としては「やる気があるわけでもない底辺」を自称しているものの、「有能で大切な会社の柱」と評されるほどに同僚の信頼を得ており、バレンタインデーには多数の同僚から大量のチョコを贈られている。職場の労働環境には不満を抱きながらも、いわゆる社畜気質に染まってしまっており、「一日8時間は働かないと落ち着かない」と口にしている。エルマが上層部に企業体質改善要求をした際には、社長の依頼したプロジェクトを成功させたことで主任に昇格し、同時に、朧塚にいるドラゴンを含む異世界の者達の「守護者」の役割を真ヶ土専務から任される。
高校時代、バイトを経て購入したメイド服を着た姿を家族に披露するも、呆れられ、さらに酷評されたことで「自分に可愛い服は似合わない」との認識に至ってしまい、現在に至るまで公私ともに男性的な服装に傾倒している。抑え込まれたコスプレ願望や可愛さへの憧れや羨望が、いつしか嗜好を「様式美」や「奥ゆかしさ」へと振れさせていき、それをこじらせた結果、メイドオタクな彼女が形作られている。メイドを自称しながらメイドらしからぬ破天荒さを見せるトールに対し、事あるごとにメイドのなんたるかを説教するものの、サブカルチャー・ポップカルチャーとしてのメイドを否定するわけではなく、また自身の理想とは異なれどもトールのメイド姿もひとつの形として許容するに至っている。
トールをはじめとした異世界の住人たちと共に過ごす中で、様々な価値観の違いや葛藤を経験しながらもそれを受け入れ楽しむようになるとともに、自分を一途に慕ってくれるトールの存在は少しずつ、確実に大きなものとなっていく。
- アニメ版：勤務先の社名は「地獄巡システムエンジニアリング 瀧ノ口事務所」となっている。トールとカンナが同居したことで部屋が狭くなってきたことから、別のマンションに引っ越し、一室をふたりの個室として与えている。ストーリーが進むごとにトールとの絆が少しずつ深まっていく姿が描かれ、トールの父親であるダモクレスに対しても命を顧みず説得に挑み、騒動の終息後、トールとカンナを連れて実家の巽町へ帰省し、2人を両親に紹介している。
- スピンオフ作品：『カンナの日常』ではトールとともに母親のような目線でカンナの成長を見守っている。『エルマのOL日記』では会社に欠かせない戦力となったエルマを「(元の世界に)逃さない」とまで言い放つ社畜ぶりを見せている。

トール / 小林 トール（こばやし トール）
声 - 桑原由気
本作におけるドラゴン側の主人公。スラブ神話のドラゴン（雌）で、人間界ではメイド服を身にまとい、先端が平らな二又の角と尻尾を生やしたブロンドのツインテールの成人女性に変身している。ドラゴンの外観は、多くの点で火の蛇の外観と機能に似ている。名前の由来は「人間界の作家」であることが本人および父親のダモクレスから明かされている。
元の世界では、人間とは敵対的な立場にある「混沌勢」の中核として戦いに従事していたが、神との戦いで背中に神剣を突き刺され重傷を負う。落ち延びた人間界の山の中で死を待つばかりだったところに、酔っぱらって迷い込んできた小林さんが勢いのままに神剣を引き抜いたおかげで一命を取り留め、恩を返すべく小林さんの「メイド」として暮らし始める。
明るく献身的で一途、物腰柔らかで気配り上手、生真面目で几帳面・綺麗好きといった正にメイド向きともいえる性格の持ち主である。小林さんとは初対面で意気投合して以来、種族や性別を超えた愛情を抱いており、嬉々としてスキンシップを求めるのは勿論、性交の機会すら窺っている。それ故小林さんのおだてに乗り、その思惑に沿った頼まれごとを安易に引き受けてしまったり、小林さんに説教をしたつもりがいつの間にか丸め込まれたりすることもある（この様子を小林さんからは「ちょろゴン」と称される）。自信過剰気味なところがあり、自分こそは「究極のメイド」と断言し、小林さんに貢献していることをたびたび口にするが、小林さんからそれを否定されたり皮肉を言われたりしても、全く意に介していない。小林さんに近づく者には男女を問わず敵意を剥き出しにし、小林さんの友人である滝谷や、会社の同僚となったエルマ、一時ながら小林さんを付け狙ったイルルに対して殺意を向けたことがある一方、元々姉妹のような仲でまだ幼いカンナにはそれなりに寛容であり、彼女の世話を焼いてあげている。変わり者であるルコアやファフニールとも仲が良く、小林さんからは仲間想いと評されている。
小林さんの要望に従いメイドの姿を取っているが、メイド服はメイド喫茶の制服を模したものであるため、小林さんからは「メイドじゃなくコスプレ」としばしば説教の的にされてしまっている。服自体は鱗を変化させたものであるため自由に変化させることが可能。角は人間態の時でも常に生やしている。小林さんが羨む豊満なバストの持ち主であり、本人曰く「ドラゴン("D"ragon)なだけにDカップ」、「ドラゴンの中ではD」と公言している（ただし、ドラゴン基準なので実際には人間基準よりも大きい）。自分の尻尾を自分で食べて美味いと信じており、事あるごとに小林さんに食べさせようとしていた。魔法を用いた自称「48のメイド技」を駆使することができる。
人間社会では小林さんの親戚「小林 トール」と名乗り、ご近所付き合いや商店街の店主らとの交流もそつなくこなしており、良好な関係を築いている。愛想の良さや礼儀正しさといった素の性格が無自覚に幸いした結果であり、小林さん以外の人間のことは「劣等種」「下等生物」と見下しているが、種族として優れているというドラゴンのプライドや娘を案じた父によって意図的に形成された価値観によるものであり、嫌悪しているわけではない。
ドラゴンとしての強大な力は人間態でも変わることがなく、炎のブレスやレーザービーム、魔法、人外級の身体能力を行使できるが、それらの能力が仇となって何事も力尽くで解決しようとして失敗を重ねたり、小林さんへの独占欲から過激な行動に出たりしてしまうこともある。破壊を信条とするドラゴンとして生きてきたがゆえに物騒で悪悪しい発言を取ることも多い。デパートの建物を「聖騎士共の本拠地を思い出す」と嫌がったり、クリスマスを「あいつの息子の（誕生日）？」と嫌悪するなど、異世界での経験に基づいた見方をして人間界の文化に負の反応を示すことがある。生贄文化には懐疑的であり、特に「村の娘を差し出せ」というロリコン嗜好をドラゴンの一般的イメージにされることに少なからず不満を持っている。
混沌勢の代表格であるダモクレスの娘として、また本人の強大な力と共に名の通った存在であり、戦いの日々の傍ら、愛情を受けて育てられていたが、ある日父の言いつけに従い、世界を巡り様々な知見を得る旅に出る。人間や神との終わりの見えない戦いの虚しさや、ドラゴンの勢力間抗争やそのしがらみに不自由さを抱きはじめ、その思いは様々なドラゴンとの交流や盗賊の少女との出会いを経て「自由」への渇望へと変わり始める。やがて「神さえ潰してしまえば戦いは終わる」との考えに至り、単身で特攻し死闘を繰り広げた結果として、瀕死で異世界へ落ち延びることで「自由」を得ることはできたものの、その引き換えに初めて知った孤独と恐怖に打ち震えていたところで小林さんと出会う。そして彼女に惹かれ、共に暮らすことを選び、晴れて「自由」となった己の願うところを叶え、「小林さんのメイド」となったことを明かしている。
小林さんとの時間を謳歌する傍らで、「ドラゴンと人間の共生」の難しさや「自身 (ドラゴン) と小林さん (人間) との寿命の差」という宿命の前に苦悩するが、少しずつ乗り越え、小林さんと共に過ごす現在を大切にする姿は、他のドラゴン達に少なからぬ影響を与えている。
- アニメ版：出会いが晩冬から初春ごろの出来事として設定され、出会いからのおよそ1年間の日常や四季折々のイベントを通じて、小林さんのかけがえのない「メイド」となっていく姿が描かれている。
- スピンオフ作品：『カンナの日常』では小林さんとともにカンナの成長を見守り、時には一緒になって遊んでいる。異世界と関わりのない者 (リコ) に魔法や異世界の存在を披露したがるカンナを収めるなど、父である終焉帝の異世界交流に関する教えを年少者に説くような描写がある。『エルマのOL日記』では小林さん宅の台所を預かる主婦としての側面も描かれ、昔の彼女を知るエルマには「あのころからは考えられない所帯染みっぷり」と感嘆された。

#### ドラゴン
カンナカムイ / 小林 カンナ（こばやし カンナ）
声 - 長縄まりあ
異世界のドラゴン（雌）でウシシル島出身の幼竜。愛称はカンナ。人間界では民族衣装のようなドレスを身に纏う小学生ぐらいの背丈の少女に変身している。ドラゴンとしての姿は全身を覆う白い羽毛と宝玉が両端についた鳥類のような羽が特徴的な小柄な体格のドラゴン。人間態の姿のとおり、ドラゴンとしてはまだ幼く、力もトールなど周囲の他のドラゴンたちと比べると非力である。
我が子を強い子に育てたいという思いからカンナカムイの名を与えられ、放任主義の姿勢を取る両親の下に育った影響もあって、両親の気を引きたい気持ちが強く、いたずらを繰り返していたが、ある時ドラゴンが数百年かけて力を封じ込め、戦闘で使えば強力な力となる「龍玉」を壊したことが災いして、人間界へと追放されてしまう。元の世界では死んだと思われていたトールの生存に気付き小林さんの家を突き止め、トールに共に帰るよう懇願するも、彼女の身の上を知り孤独感や寂しさを察してくれた小林さんに心を開き、トールと共に小林さんのもとに居候を始める。
トールやエルマなどの目上にあたるドラゴンには「様」と敬称を付けて呼ぶが、人間に対しては種族としての優位性から見下しているため、誰に対しても敬語を使わず、呼び捨てにしている。トールを姉のように慕っており、人間界でも姉妹のように過ごしている。トールがベタ惚れになってしまった小林さんには当初こそ嫉妬心を顕にしたものの、彼女の優しさに触れてからは親のように慕っている。ドラゴンの3勢力（「混沌勢」、「調和勢」、「傍観勢」）のいずれに属するかを決めていないものの、いずれの勢力のドラゴンに対しても物怖じすることなく接している。
口数はそれほど多くないものの、喜怒哀楽の感情表現は非情に豊かであり、感動したときなどには「おー」と言うのが口癖。時折、周囲の者たちのやり取りやしぐさを見ては、冷静かつ毒舌的な感想を述べたりすることもある。好奇心旺盛でいたずら好きな性格であるが、小林さんと出会ってからは「嫌われたくない」という思いから自制しており、子どもらしい好奇心などによる些細な程度に留まっている。また見知らぬ小さな生き物を食べてしまう悪食な一面を持っている。
ドラゴンゆえの人外級の能力を持つため人間社会では図抜けた優秀さを誇り、ニューヨークを訪れた際には周囲の言語情報を収集・分析することによって、瞬く間に英語を理解し会話をこなしている。一方でドラゴンとしての力は他のドラゴン達から未熟と評されている。「雷神」を意味するその名通り雷を自在に操ることができるが、人間界では尻尾をプラグ型に変形し、コンセントから電気を摂取して直接魔力に変換している。カンナが肉体的に（少なくとも胸が）トールほどの年頃になるには約百年の歳月を要することが作者より明かされている。魔法は認識阻害こそ使えないが、人化の術はそれなりに使いこなせており、人間態に羽のみを生やした天使のような姿で飛行することもできる。また、アニメ最終回では異世界で闘うトールのもとに小林さんを連れて飛翔してきたことから、異世界へ渡る能力も身に着けていると思われる。
小学校に興味を持ったことから、トールの魔法で作り出した戸籍を用いて、小林さんの親戚「小林 カンナ」として朧塚小学校に通い始める。学年は3年生でクラスは2組。勉強や運動は勿論のこと、クラスメイトたちとの交流も上手くこなしており、才川は親友として大切に思うようになる。
幼いながらもドラゴンと人間の間にある種族差について向き合っており、同じ思いを抱くトールと切なさを分かち合いながら、小林さんや才川と過ごす時間を大切に過ごしている。
- アニメ版：人間界にやってくるのが初春ごろ（お花見の時期）の出来事となっている。トールと共に四季折々の日常やイベントを通じて、人間としての生活に馴染んでいく様子が描かれている。アニメでは「マジやばくね」を口癖としている。ストーリーがほぼアニメオリジナルとなった第1期第9話では実質的な主役となり、クラスメイト達から慕われ、またカンナもクラスメイト達を大切に想っている姿が描かれている。アニメではやや肉付きの良い体型でデザインがなされ視聴者から好評を博しており、アニメ放映後には作者のイラストやスピンオフ作品でもアニメのデザインに準拠するものが多くなっている。
- スピンオフ作品：『カンナの日常』では主人公を務める。才川をはじめとしたクラスメイト達との交流や、他のドラゴン達の日常もカンナの目線から窺うことができる。クラス内では生き物係を務めている。チョコレートが好物となっている。体重は小学3年生の子供よりは重めなようである。

エルマ / 上井 エルマ（じょうい エルマ）
声 - 高田憂希
異世界のドラゴン（雌）。人間態は抜群のプロポーションと暗い髪色のセミショートヘア、黒のレオタードのような肌着の上に淡い紫の着物を纏った成人女性に変身し、ポセイドンの三叉の矛のような武器を携えている。人間界では市井に紛れて暮らすためTPOに応じた服装で過ごしている。ドラゴンとしての姿は、手足が無く鰭がある細長いリヴァイアサンのような体にイッカクのような一本角を持ったドラゴン。
秩序を重んじ、人間に対してやや融和的な立場をとる「調和勢」に属するドラゴンで、「調和勢」のNo.2であるテルネの孫。人間界の均衡を乱しかねないという理由でトールを連れ戻すために小林さんの家へやって来るが、食いしん坊な性格を逆手に取られ懐柔され、その後は魔法で人間の経歴を作り、生活費を稼ぐために「上井 エルマ」を名乗り小林さんの会社に就職し、一介のOLとして人間界での生活を始める。
生真面目で良識を持った正義感の強い性格だが、一本気で猪突猛進、融通が利かなくなる部分もある。何よりも食べ物（特に甘味）に対する執着心が底抜けに強く、「人間界に干渉しない」という理由で食事を摂っておらず空腹だった所に、小林さんに渡されたクリームパンを食べてその美味しさに涙が出るほど感激して以来、人間界のグルメの虜になってしまっている。人間に対しては種族としての優越感こそ持っているが、会社の同僚かつ先輩である小林さんや滝谷をはじめ会社の上司や先輩社員に対してもタメ口で話をする部分以外はそれほど露骨に示すことはなく、目上の人間にはきちんと礼節や敬意を表して接している。その一方で、人間たちに利用された過去を持つためどこか距離を置いている部分をファフニールに見抜かれているほか、仲が良かったはずのトールと人間が元で仲違いをしてしまい、逆に人間を見下していたトールが今は人間と仲良くなっていることが、図らずもふたりの仲を拗らせる一因となってしまっている。トールとは表向きにはいがみ合いながらも内心では依然として友情を抱いており、トールがエルマと過ごした時間はやがてトールが「自由」を求めるようになった一因となっている。
ドラゴンとしての実力はトールと同格であり、特に純粋なパワーは他のドラゴンをも凌ぐレベルを持つ一方で、生来持つ特殊能力の違いから、異世界への門を開ける魔力は持っておらず、自力では元の世界に帰れないなどの弱点もある。人間界のものよりも効力のあるお守りの作成を得意とするほか、千里眼の使い手であり、それを応用して社員全員のスケジュールを細かく把握してみせる荒業を披露している。ドラゴンとしての学習能力も高く、仕事上必要な知識をはじめ、人間社会を学ぶ一環として六法全書を暗記している。トールたちとは違い水棲も可能で、かつて海中を棲み処としていた際に釣り人に釣られたことがあり、魚の習性 (釣りやすいポイント) にも詳しい。人間以外の動物にも分け隔てなく接するが、敵意を向けてくるものに対しては容赦しない一面もある。
OLとして働き始めた当初はパソコンの使い方すら知らず、職場のマスコット的な扱いとなっていたが、生来の真面目さやドラゴンとしてのスペックの高さ、小林さんからの丁寧な指導もあって短期間で小林さんと渡り合えるほどの速度で仕事をこなせるようになっている。限定スイーツの販売列に並ぶのが目的で定時帰宅に繋がる待遇改善を訴えるなど、食欲に裏付けられた図抜けた行動力が部署全体を巻き込むこともある。給料で人間界の食べ物を買い漁って楽しんでおり、大抵の場合は食料を入れた買い物袋を幾つも提げており、特にたい焼きやアイス、プリンなどを好んで食べている。「季節限定」や「期間限定」などの限定モノにも弱く、お店の前で周囲の迷惑を顧みずに長時間悩んでしまうこともある。人間界での居住先は賃貸物件に落ち着いており、小林さんの周囲にいるドラゴンたちの中で唯一独り暮らしをしている。大飯食らいであるが、いくら食べても太らないどころか、「太る＝身体が大きくなる（闘いに強くなる）」というドラゴンならではの価値観を持っているため、暴飲暴食する件については気にしていない。
元の世界では人間たちの争いをドラゴンの力を用いることで調和し、人間たちから「奇跡を起こす聖海の巫女」と呼ばれて崇められていた。これらの行動を「ルール違反」として粛正すべく現れたトールと互いに興味を持ち、「人間の本質を見極める」ためにしばらく行動を共にしていたが、彼女の崇拝者たちがやがて宗教を作り、組織と階級を生み出していったことから価値観の食い違いが生じ、ドラゴン態での壮絶な大喧嘩を経て、袂を分かつことになった。それ以来、トールとは互いに仲の悪さを公言するようになるが、小林さんからは「喧嘩する程仲がいい関係」であると見られているほか、ファフニールはトールのエルマへの態度は「形だけの怒りや殺意による照れ隠し」であると語っている。
実は人間界にやってきた目的がトールとの仲直りであったことを大粒の涙を溢れさせながら吐露し、拳を交えながらも互いの本音をぶつけ合ったことで、長きにわたるふたりの諍いにひとまずの区切りをつけている。
- アニメ版：人間界にやってきたのが初秋ごろ（十五夜、お月見の時期）となる。イベント事には食べ物に釣られて必ず顔を見せている。
- スピンオフ作品：『カンナの日常』ではカンナをはじめ子どもたちと遊んであげる面倒見の良さを見せている。『エルマのOL日記』では主人公を務める。会社の戦力として力を振るう傍ら、女性社員達との交流といったOLならではの日常が描かれ、節々で見せるポンコツさに「食べ物がからむと色々抜ける」と小林さんから評されている。トールを連れ戻したい理由として、「（勢力に関係なくトールと行動を共にしていたころのような）楽しい日々をまた過ごしたいから」という個人的な目的も含まれており、エルマがトールに対して友好的な想いを抱えていることが描写されている。

ケツァルコアトル / ルコア
声 - 髙橋ミナミ
異世界のドラゴン（雌）。愛称はルコアが殆どであるが、トールからはエヘカトルの渾名で呼ばれることもある。人間界では明るい髪色のウェーブヘアに側頭部に角を生やし、にこやかな細目とオッドアイ、そして規格外の巨乳をはじめとした肉感的で豊満なスタイルの成人女性に変身している。登場が最も多い服装はノースリーブに丈の短いショートパンツと黒のニーソックスを履き、野球帽を被る一見ボーイッシュなものながら、体型が災いしどんな服を着てもセクシーな装いになってしまっている。ドラゴンとしての姿は名前の意味通りの「羽毛ある蛇」であり、体躯がドラゴン態のトールよりもはるかに大きく、途方もなく長大な胴体は山や水平線をまたいでなおも伸び、尻尾の先が見えないほどである。カテゴリとしては「元神」にあたる存在であるが、元の姿をトールからは「翼竜」とも評されている。お酒は強い。
一人称は「僕」で、世捨て人ながら温和で心優しい性格をしており、人当たりも人付き合いも良い。古くからの友人であるトールのことを気にかけており、トールを穏やかな生き方へ導いた小林さんを高く評価し、また信頼を寄せている。人間に対しても特段見下すようなことがなく、人間から神と崇められた経験から、人間の倫理観や常識に沿って思考することができるタイプであり、トールからは洗濯や料理のイロハから風邪の治療法に至るまで度々アドバイスを求められている。他方で、人間の性的な常識は著しく欠けており、「破廉恥」といった概念があることと、それが卑猥や非常識を意味することは理解しているが、どういった行為がそれに当たるのかはよく分かっておらず、無自覚に大胆なスキンシップを繰り出しては翔太を悩ませてしまっているほか、露出の激しい服を好んで着るため、イベントや行事に参加した際はしばしば警備員に連行されている。そうした行動も相まって「痴情アジテーター」「文化を司る淫獣」「下品な女」などと酷評されてしまっている。
神として崇められた時代には文化を司り、農耕技術を普及する等の功績を残すが、神の座を追われてからはドラゴンとしての勢力抗争には関与せず、中立的な立場をとる「傍観勢」に属している。伝承の通り、妹と肉体関係を結んだ過去が示唆されており、あまり触れられたくない話題の一つとされている。「元神」を自称するに相応しくトールですら勝ったことがない程の桁外れの力を持つほか、トールが用いる空間転移や物体の修復といった魔法から、記憶操作や時間の逆行、事実の改竄といった高レベルのものまで多種多様の特殊能力を持つ。その一方で、戦いを不毛なものと忌み嫌っており、勢力に属し戦い続けることに疑問を問いかけたことが、トールが「自由」を求めるようになった一因となっている。
トールの招待で小林さんの家にやってきて以来、トールの様子見がてらに人間界に足を運ぶようになるが、ある日の帰り道に危険な悪魔の召喚を試みていた翔太を救うべく、自身が割って入って召喚されたことで、翔太の使い魔として、真ヶ土家で居候を始める。あまりに刺激の強すぎるルコアを前に困惑する翔太に対し、親睦を深めるべく就寝中や入浴中に至るまでスキンシップを試みるものの、余計に困惑させてしまっている。
過去の過ちから居場所を失い、一つの所に留まることを恐れていた自分に使い魔という形であれ居場所をくれた上に、さらに強大な存在である自分に見合うよう一人前の魔法使いになろうと努力する翔太に好意を持っており、普段は頑なに見せない彼の想いを知ってからは、翔太を時折「マスター」と呼ぶようになる。
- アニメ版：小林さんの家を初めて訪れたのが初春ごろ（お花見の時期）の出来事、翔太の使い魔として居候を始めたのが晩春ごろ（梅雨前ごろ）となっている。オープニングアニメではドラゴン態のシルエットがかなりデフォルメされているものの原作に先行して判明している。何かするたびにバストが大きく揺れるのがお約束の表現となっている。
- スピンオフ作品：『カンナの日常』では、カンナからしばしば助け舟を乞われるが「ルコアの良いところを翔太にアピール」を対価に引き受けている。人間の農作業を手伝う一幕もあり、穏やかな平和や人間たちが喜んでいる姿を愛する「元神」としての一面を見ることができる。『ルコアは僕の××です。』では主人公を務める。翔太の役に立とうと魔法で朧塚小学校の校長に催眠をかけて養護教諭や水泳の授業のコーチとして学校まで来るなどしている。大胆なスキンシップから翔太からは迷惑がられることが多いものの、自分の能力の低さを気にする翔太を諭すなど彼のことを気にかけている。

ファフニール / 大山 猛（おおやま たけし）
声 - 小野大輔
異世界のドラゴン（雄）。人間態はトールから渡された写真をベースにした長髪で切れ長の瞳に丸メガネをかけた青年の執事姿に変身する。初めて小林さんの家を訪れた際の異形の姿は、本人の認識では「人型」の範疇の姿に適当に化けたものである。ドラゴンとしての姿はクモのような単眼が左右二対並んだ眼部とワームを思わせる牙の並んだ顎部、蝙蝠状の翅にクトゥルフの如き触手状の脚部を持ち、全身から瘴気を放つような描写が多い。
四六時中不機嫌そうな佇まいを崩さない気難しい性格で、「抱擁するもの」とその名が意味する通り、長らく洞窟の奥で財宝の守護に務めていたことからしばしば「引きこもり」と評されている。人間に対しては常に一歩引いた立場をとる傾向にあり、「ドラゴンの中で一番人間を信用しないのが俺」と自称するほどに警戒心が強く、無愛想な振る舞いや、物騒かつ刺々しい発言が目立つ。トールとは住処にしていた洞窟に彼女が寝床にしようと侵入してきたことで争いになるも、お互いの実力を認め合って友人となり、ルコアと同じく人間界に落ち延びたトールから生存を伝えられた親交の深い間柄となっている。他のドラゴン達とは積極的に関わろうとはしないものの、誘いがあれば乗る程度の社交性は備えている。気を許している相手には不器用ながらも気遣いを見せることもあり、また自分の興が乗る事柄には意外な積極性や行動力を見せるほか、甘い物が好きな一面もある。
ドラゴンとしての勢力には明確に所属こそしていないものの、自らの性分から混沌勢以外にはなりえないことを語っている。ドラゴンとしての力は、トールを上回るレベルの力を持ち、人間を病気にする等の「呪い」を専らの得意分野とする。ドラゴンとしてのプライドが極めて高く、彼が持つドラゴンとしての矜持や信条は、トールに影響を与えやがて「自由」を求めるようになった一因となっている。
トールの招待で小林さんの家にやってきた際に滝谷とカンナが遊んでいたゲームに興味を抱き、ほどなくして本格的に人間界で暮らすことにした際にトールから「大山 猛」の名を与えられ、紆余曲折の末、滝谷の部屋に居候することになる。以来急激に滝谷のオタク趣味に感化されていき、昼夜オンラインゲームに没頭する傍ら、秋葉原巡りへ繰り出したり、声優のイベントに参加したり、夏のコミケでサークル参加を果たすものの1冊も売れずに終わってはリベンジに躍起になる等、人間界でのオタク生活を超絶にエンジョイしている。トールに対して、度々人間界の影響を受けすぎている旨を警告しているものの、彼女からは「（オタク化のせいで）あなたが一番おかしくなっている」と言われてしまっている。
ドラゴンと人間が共に暮らすことに否定的・懐疑的であり、種族的に優位であるドラゴンが人間に感化されていくことを蔑んですらいたが、絆を深めていくトールと小林さんの姿に次第に興味を抱くようになり、そこに何があるのかを知るべく、自らも人間と暮らす生き方に身を置くことを決めた。人間との交流を「わからなくはない」と認めつつも、「だからこそ危険なことには変わりない」と、あくまでも自意識的にはドラゴンとしてのスタンスを崩していないが、トールと小林さんを中心に出来上がったコミュニティと、自分もその一員になっていることを満更でもなく思っていることを滝谷から見抜かれている。
同居人であり相棒ともいえる立場になりつつある滝谷には、強い主従関係を結ばれるリスクを承知の上で、固有の愛称である「ファフ君」と呼ぶことを許している。トールをはじめとしてドラゴン達から慕われている小林さんに対しても比較的気を許しており、小林さんからは軽口交じりで「ファフッさん」と呼ばれることもある。
- アニメ版：小林さんの家を初めて訪れたのが初春ごろ（お花見の時期）の出来事、滝谷宅に居候を始めたのが晩春ごろ（梅雨入り前ごろ）となっている。ルコアと同様にオープニングアニメでドラゴン態のデフォルメされたシルエットが描かれた。滝谷との日常が描かれ、素っ気ない態度の節々に滝谷への気遣いや信頼感を垣間見ることが出来る。彼のモノローグでは「人間には『当たり』と『外れ』の2種類がある。『外れ』は一目でわかり、『当たり』は時間をかければわかるが、人間ごときにそんな時間をかけるのは無駄だ」との持論を語るものの、滝谷は『当たり』の人間として認めている。
- スピンオフ作品：『カンナの日常』ではオタク文化に染まり切った日々を送っており、特に魔法少女には並々ならぬこだわりを垣間見せる。カンナと一緒にいる才川や人間の子どもに対しても、それなりに大人らしい接し方を心得ている姿を見ることができる。

イルル
声 - 嶺内ともみ（テレビアニメ第2期まで）→杉浦しおり（劇場アニメ）
異世界のドラゴン（雌）で、人間態は巻き気味の赤い髪を後ろで二つ編みにし、黒色のマントを無造作に纏い、小柄な体躯ながら小林さんが嫉妬するほどの巨乳を誇る少女に変身する。人間界ではワイドサイズのTシャツとニーソックスに下着としてショーツだけを身に着けた格好で過ごしていることが多い。ドラゴンとしての本来の姿に戻る際には瘴気のようなものが立ち上がる。
「混沌勢」の最過激派に属するドラゴンであり、破壊目的から人間界に現れ、阻止しようとしたトールと戦闘になる。街を庇うあまり全力を出せないトールを一方的に攻撃するが、小林さんに食べ物で懐柔されたエルマが助けに入ったことで形勢が逆転し、敗北する。トールやカンナの周囲を嗅ぎまわるうちに、幼少期から刷り込まれた「人間は敵」という一族の教えと相反した存在である小林さんに辿り付き、興味を持つ。直接・間接と手を下しながらその素性を暴こうと目論むが、最終的に小林さんに諭されて心を開き、3人目の居候として小林さんのもとに住み着くようになる。
生まれ育った環境や周囲に植え付けられた価値観により盲目的に破壊や殺戮を繰り返していた部分が大きいものの、素の部分はいたって実直で裏表のない性格である。体格的にはカンナとさほど変わらないが、年齢的にはトールとほぼ同年代であり、「子を産み育てる歳」のドラゴンである。生い立ちの影響からトールほど精神的に成熟しておらず、人間界での平穏な生活を得てからはしばしば子供っぽい一面を見せており、カンナよりも年長であるものの、カンナからは同年代扱いをされているが、本人も気にしていない。その一方で、自分の内面と向き合い自省や先を見据えることができる聡さや、自分に足りないものを努力で補う真面目さも持ち合わせており、人間界で暮らし始めてからは問題を起こすことは少なくなっている。人間界の一般常識についても次第に身に着けているものの、羞恥心というものへの理解は欠けており、接する機会が多くなったタケトに対してはあまつさえからかうようになってしまっている。
ドラゴンとしての実力は高い部類に属するものの、トールやエルマには劣っている。「炎」をエネルギーとしており、人間界ではガスコンロなどから火を摂取して直接魔力に変換している。攻撃手段として「炎酸」を用い、トールが認識阻害と防御のための結界を張り、自身と小林さん以外は入れなくしていたはずの思い出の地を跡形もなく消し飛ばす破壊の力を見せている。一方で魔法については不得意であり、人間態への変身や認識阻害といったものもうまく扱えなかったが、人間界で暮らす中で努力を重ね、少しずつ上達している。衣服を嫌い、野良猫と日向ぼっこに興じるなど、野性的でネコのような一面を見せている。故郷にいたころはカンナと共にいたずらも行っており、作者は「カンナとは似つつも経験したことが違うとこうなる」と語っている。
人間界での生活を始めてしばらくは破壊行為をしようとした後ろめたさから仲間内以外に交友を持たなかったが、人間の子どもである才川との邂逅を経て屈託のない笑顔を取り戻し、外の世界にも目を向け始める。ほどなくしてトールからの圧力と助力を受けつつも、駄菓子屋でのアルバイトを始めることになり、初めこそ不審がっていたタケトからも誠実な仕事ぶりと子どもへの想いを認められ、親しくなっている。
幼少期は人間の子どもと遊んでおり、そんな娘の姿を見たイルルの両親も人間との融和を考えはじめていたが、人間との争いによって両親が亡くなり、以来周囲から人間を敵だとして刷り込まれた上に子供らしく過ごすことを許されず育った。それでも本心では人間と仲良くしたがっていたがために、仲良くしていたころの思い出が踏みにじられ、泥沼の報復戦の中でその子どもたちまでもが殺されてしまったことは、今なおイルルの心に深い傷となって疼いている。人間界で手にした小林さんや子どもたちとの穏やかな時間を通じてこれまでの生き方を見つめ直し、今後の身の振り方として「混沌勢」を抜ける道を思い描いている。
- スピンオフ作品：『カンナの日常』ではカンナや才川の輪に加わり遊んでいる姿を見ることができる。『エルマのOL日記』では単身で衣服を買いに訪れた先でエルマ達と遭遇し、人間のファッションについて共に試行錯誤している。

#### 人間
滝谷 真（たきや まこと）
声 - 中村悠一
小林さんの同僚の男性社員で、数少ない友人の一人。アパートで独り暮らしをしており、人間界への移住を決めたファフニールを住まわせることになる。小林さんとは同期。
温和で人当たりも良く、小林さんに劣らず仕事もそつなくこなし女性社員からも好感を得ているが、その素顔は外面を好青年で取り繕った隠れオタクであり、プライベートでは瓶底眼鏡に出っ歯、さらに語尾に「ヤンス」を付け熱弁を振るう暑苦しいオタクに変貌する。メイドオタクである小林さんと激論を交わせるレベルの造詣を持つほか、コミケ常連の大手壁際サークル「水竜堂」の一員として創作活動にも精を出しており、ファフニールの生活をオタクに染め上げた元凶である。
ドラゴンと関わり始めた小林さんの友人として、異世界の住人達とも関わり合うようになるが、その状況を難なく受け入れてしまう胆力を備えている。小林さんの状況を察してフォローを申し出たり、気難しいファフニールの内面を見抜き細やかに気遣うことができるほどの人柄の良さもあわせて、小林さんとは「男友達みたいなもの」と言い切るほどに打ち解けた忌憚のない関係を築いており、トールからは嫉妬による敵意を幾度となく向けられている。
小林さんとトールを中心に築かれたコミュニティに加われたことを楽しんでおり、ドラゴン同士の関係を気遣い親睦会を開くといった、コミュニティを維持するための行動を度々とるが、その行動原理について「都合のいい人間であろうとしてしまう典型的なお人好しタイプであり、空気を読むタイプの小林さんとは類友」との設定が作者より明かされている。その一方で、異世界との交流について俯瞰し、その危険性について分析している部分も持ち、世界観の違いが生み出す安直な行動の危険性をドラゴン達に説く場面もある。
凶悪なドラゴンであるファフニールに対しても気遣いこそすれど物怖じせず、また打算といったものもなく、あくまでひとりの友として接する彼の人柄は、人間を嫌うファフニールに認められるとともに、「人間」という種族に対する認識すらも少しずつ変化させ、少なからず影響を与えうる存在となっている。それゆえに「ファフ君」という固有の愛称で呼んでいることが、後にその行為は強制的に彼に強い主従契約を結べる状況を作り出していると知るものの、その権利を行使していない。力を介さずにそれなりに親しい関係を築いていることをトールからは不思議がられている。
- アニメ版：随所でファフニールとの日常風景が描かれ、夕飯の洗い物担当をゲームの勝敗で決める、ファフニールのアドバイスを受けながらコミケで販売する弾幕系STGの同人ゲームの改良に励む、といった存外に息の合った生活振りが描かれるほか、ファフニールの嗜好を汲んでみせる気配り上手振りを見せている。
- スピンオフ作品：『カンナの日常』ではファフニールとのオタク談義を傍で聞いていたカンナにまで影響を与えてしまっている。『エルマのOL日記』では、同僚に滝谷に対する印象を問われたエルマから「牧師みたいな人」と評されている。

才川 リコ（さいかわ リコ）
声 - 加藤英美里
朧塚小学校に通う小学3年生の女子児童で、小学校に通い始めたカンナのクラスメイトとなり、かけがえのない親友となる。
広めでつややかな額がチャームポイントのお転婆な少女。高飛車かつ唯我独尊気質な性格で、クラスの女王を気取るような言動と、負けず嫌いが高じた協調性のなさでクラスメイトからの評判は悪い。実際には素直になれないだけで本心では皆と仲良くしたがっているが、普段の態度が災いして歓迎されていない。カンナほどではないにしろ学業も運動も優秀であり、空手を習っており、大会で優勝したことがある。
メインキャラクターの中でドラゴンや魔法使いといった異世界の存在を知らずにいる数少ない存在である。小林さんのことは、自宅に初めて訪問してきた時にカンナから「私の保護者」と紹介されたことでカンナの母親と誤解したままになっており、トールやイルルといったドラゴン達のことも、その正体をさほど気にしないままにコミュニティに加わっている。実姉のジョージーに対しては、普段は「ジョージー」と呼んでいるが、たまに「お姉ちゃん」と素で呼びそうになることもある。
カンナの転校当初から関心を持ちつつも、ずば抜けた優秀さを目の当たりにして嫉妬や疎ましさのあまりに突っかかるが、カンナを泣かせてしまうと一転して態度を改め、友人となる。以来カンナからのスキンシップや好意を示す言葉に身悶えることが多くなり、友情が行き過ぎて少々危険な雰囲気になり、あまつさえ「結婚したい」とまで言いきっている。
- アニメ版：カンナを溺愛するあまりにことあるごとに「ぼへえぇぇ」と叫び悶えるのがお約束となっており、このキャラクター像はスピンオフ作品にも輸入されている。イルルと仲良くなってからはカンナだけでなくイルルのスキンシップや言動に対しても似たような反応を返す姿が見られる。
- スピンオフ作品：『カンナの日常』においてはカンナの親友として非常に出番が多く、キャラクターとしての設定・エピソードも大幅に補完されている。カンナについて疑問を抱く瞬間があるものの、カンナの可愛さの前に大概スルーしてしまっている。

ジョージー / 才川 苗（さいかわ さなえ）
声 - 後藤邑子
「才川家のメイド」を自称する才川リコの実姉で中学3年生。本名は「才川 苗」であるが、メイドとして振る舞う際は「ジョージー」と名乗り、妹にもそう呼ばせている。学校の同級生からは「なえ」と呼ばれているが、普段「ジョージー」として振る舞うことが多いため自分の本名を忘れてしまっており、この呼称で呼びかけられても咄嗟に反応できないことが多い。
妹のリコとは対照的ともいえる物腰柔らかで落ち着きのある性格ながら、常軌を逸したメイドマニアであり、プライベートではメイドとして振る舞っている。マニアックなスタイルのメイド服を自作し、ティーセットや紅茶を常備し来客をもてなすなど徹底されており、小林さんとは互いに「同志」と呼び合うまでに意気投合している。普段は「普通の女子中学生（女子高生）」として過ごしており、エピローグ1コマでは学生服姿が描かれている他、後述のスピンオフ作品にはラスト2ページを除き制服姿で登場した回もある。「メイド服の資金稼ぎ」として遊園地でマスコットの中の人としてアルバイトしている。実妹のリコに対しては自宅でも外出先でも「お嬢様」呼びを基本崩さないが、妹と同様「リコ」と素で呼んでしまうこともたまにある。
商店街で噂となっていたトールとの語らいを熱望し、妹を通じて自宅へトールを招くも、偶然に同行していた小林さんと瞬く間に意気投合し、トールを置き去りにする勢いで熱いメイド談義を繰り広げ、しまいにはトールをギブアップさせてしまっている。それ以来、自らを「究極のメイド」と評して憚らないトールも一目置かざるをえない存在となっている。なお、本格的にメイドという存在に徹しているが、内面は歳相応でトールからは「子供っぽいとこもある」と言われている。
- アニメ版：アニメ化にあたって設定の深堀りが行われたキャラクターであることが作者により明かされている。第1期第9話では両親とともにリコの運動会を観覧し、第1期第11話では初詣に付き添い、第1期第13話ではリコの登校のお見送りをしており、いずれも自前のメイド服で登場している。第1期第11話では、自身が引いた「大吉」のおみくじを妹に譲ろうとするなど、妹想いな一面も描かれている。
- スピンオフ作品：『カンナの日常』では才川家に遊びに来たカンナを出迎え、時には妹達と遊んであげるなど、姉としての描写が多く描かれている。原作・アニメとは若干容姿が異なり、目が常に微笑んでいるような線目で描かれている。カンナがジョージーに憧れてメイドごっこを申し出たときには「ごっこ遊びとはいえ…」とメイドの心構え等の指導を手厳しく行っている。年頃の女の子らしく化粧の勉強を始めている姿や、試験勉強のためにコーヒーを飲む姿が描かれていた。普段のメイド服姿が印象深いせいか学生服姿で登場した際にはカンナから不審者と勘違いされていた。

真ヶ土 翔太（まがつち しょうた）
声 - 石原夏織
朧塚小学校に通う小学5年生の男子児童。魔法使いの血を引く少年であり、偶然が重なって召喚してしまったルコアを使い魔として居候させることになる。
魔法使いの家系に生まれたことを誇りに思っており、元の世界へ帰る日に備え、日々魔法の鍛錬を重ねている。髪を長めに伸ばした中性的な容姿で、性格は温厚かつ生真面目、堅実な努力家であり、学校での成績も優秀だが、早く一人前になりたいと焦っている一面もある。カンナと才川より学年は上ながらもタメ口を叩かれているが、特に気にしてはいない。ブラックコーヒーと近所の怖い犬が苦手。滝谷とファフニールとはゲーム仲間になり、滝谷（の外面）にオトナの格好良さを見出し憧れている。自身も異世界を知る立場であることからルコアと共にドラゴン達との交流に加わり、ドラゴン達の本来の姿を目撃しても特に驚きはしていない。
魔法使いとして使える能力は、人を眠らせる術や空間転移、箒による飛行、エルマの千里眼を遮断する防御的なものなど様々に亘る。ルコアとは魔力のつながりができているため、離れていても大まかな居場所を察知することができる。魔法使いのコミュニティ内では大魔法使いである父の「七光り」と妬み嫉みを受ける立場であるものの、周囲の雑音にも毅然と立ち向かい、試験でも相応の成績を残している。人間社会では魔法使いであることは秘密にしているにもかかわらず、才川がいる前で魔法に関することを口にしてしまったこともあるが、彼女からは「男の子が好きな設定」と勘違いされた。
一人前になることを急ぐあまりに、ある日、悪魔の召喚を試みるが、彼の実力では制御しきれない悪魔を召喚しそうになっており、危険を察知したルコアが代わりに召喚に応じたため、結局そのままルコアを使い魔とすることになり同居生活が始まることになる。当初はルコアがドラゴンだと説明されても信じず、過激なスキンシップから彼女を「巨乳なサキュバス」だと誤解し、その扱いに困り果てる日々を送ることになるが、次第にルコアの正体やその強大さを理解するにつれて、己の未熟さに劣等感を覚えるものの、翔太の人柄や頑張りを認めて傍にいてくれるルコアのことを憎からず思うようになる。
- アニメ版：ルコアの過激なコミュニケーションに狼狽え逃げ出すのがお約束となっている。第1期第9話ではクラスメイトからルコアは彼の姉だと思われている。第1期第10話では同じ学校の下級生であるカンナと才川に肉まんをあげる上級生らしい気遣いを見せ、ルコアに女装させられた際には、中性的な容姿もあって女性陣が驚くほど可愛くなっていた。
- スピンオフ作品：『カンナの日常』では、本編よりもカンナと才川との交流が描かれている。なお、学校での成績はオール5。『ルコアは僕の××です。』では身長が低いことや泳げないことを気にしていたりする面や、苦手を克服しようと努力する面が描かれている。

会田 タケト（あいだ タケト）
声 - 下野紘
16歳の男子高校生。祖母・ツバキが経営する駄菓子屋「おぼろ商店」でアルバイトを始めたイルルのフォロー役を任されたことで、同じ時間を過ごすようになる。
ぶっきらぼうながらも心根は情に厚い青年であり、また年相応に純情なため、良くも悪くも開けっ広げなイルルに翻弄されながらも何かと世話を焼くようになる。良くも悪くも常識的であり、才川と同様に異世界の存在を知らないがゆえに、他のキャラクターに比べドラゴン達が見せる人間社会の常識とのズレを訝しんでおり、イルルをはじめ、その背後にいるトールや、ドラゴン達に慣れてしまってきている小林さんに対してもその異質さに慄いている一面もある。また同じ悩みを抱える翔太と意気投合したことも。店にやってくる子供達からも慕われており、ツバキは彼に店を任せようと思っていたが、当人が乗り気ではなかったことが示唆されている。
ツバキの命により、渋々ながらイルルのサポートにあたることになる。人間社会にまだ馴染み切っていないイルルが見せる破天荒さに当初こそ不審がるものの、誠実な仕事振りと子どもたちを慈しむイルルの心根に触れて彼女を認め、イルルも彼のことを気にいるようになる。
- スピンオフ作品：『ルコアは僕の××です。』では店のイベントを手伝うことになったルコアの露出過度な服装に困惑し、翔太にどういう関係なのかと訊ねたとき、翔太から（自分の使い魔であることを誤魔化すために）ルコアのことを「悪魔」と説明されたことで、「小学生を誑かす魔性の女」と勘違いをしてしまった。

### サブキャラクター

#### ドラゴン（サブキャラクター）
ダモクレス
声 - 菅生隆之
異世界のドラゴン（雄）にしてトールの父親。他のドラゴンなどからは「終焉帝（しゅうえんてい）」と呼ばれている。人間態は髭を長く生やした白髪の老人で、襟を立てた茶色のマントで全身を包んでいる。ドラゴンとしての姿はトールとほぼ同様の姿だが、ウロコの色は茶色掛かった黄土色、角は左右に三対、鼻先の両側面から中国の竜のようなヒゲがのび、マントの色がそのまま翼の色となっている等の差異がある。
思慮深く厳格な人物で、混沌勢の代表格であると同時に世界の均衡を保つ管理を担う存在である。トールをはじめとしてドラゴンが人間界に住み着き始めていることに懐疑的で、いずれ侵略を試みようとするドラゴン達が現れることを危惧している。人間に対しても中立な立場をとり、むやみに人を殺めることこそしないものの、ドラゴンと人間は理解しあえる立場になりえないと考えている。トールは父に愛情をもって育てられたことを自覚しており、依然として父に尊敬の念を寄せているが故に、今の自分は人間に対する見方において理解し合えない立場となってしまったことに寂しさを覚えている。
トールがルールを破って人間界に居続けることで人間界と異世界の均衡が崩れてしまうことを危惧して連れ戻しに現れるも、小林さんの説得とトールが見せた本気の殺意に気圧され、納得こそしていないものの、一旦矛を収めている。再び小林さんの前に現れた際には、異世界を知る魔法使いである翔太の父と既知の間柄でありトールの様子を知らせるようにさせていたこと、人間界の神々に水面下で話をつけていたことが明かされている。また小林さんが「守護者」となった際にはキムンカムイやテルネと共に小林家を訪れているが、その際は人間界の居酒屋巡りをするために一般的な人間の服を着ていた。またかなりの料理上手であることや最新型のスマートフォンを所持していることも明かされた。
本来ならば何者にも縛られないはずのドラゴンが、世界を管理すべく干渉を始めた神や、それに従う人間との戦いに明け暮れ、あまつさえ同族内で勢力闘争にまで発展していく様相に疑問を抱きながらも戦いに身を投じ続けていた結果、いつしか自らも混沌勢の筆頭格として称されるようになってしまっていた。娘にはそういったしがらみに囚われず自らの心のままに生きてほしい、との願いからトールを旅立たせるが、結果として娘を危機に晒し深く傷つけてしまったこと、そしてその心情を察してやれなかった後悔から、自らを駄目な親だと自嘲している。
- アニメ版：人間界にやってきたのが1月中旬から2月上旬ごろ（バレンタインデーより前）となり、人間界に現れると天候が悪化し、動物たちが異変を感じ逃げ出し、他のドラゴン達も事態の推移を見守るなど、強大な存在として描かれている。買い物中のトールの前に現れ、元の世界へ強制的に連れ戻してしまうが、それからしばらく後、小林さんのもとへ舞い戻ったトールを連れ戻しに再び人間界に現れる。娘への愛情を滲ませながらもドラゴンとして選ぶべき道を説き続け、トールとの絆を胸に抗う小林さんと口論の末に決裂し、小林さんと生きることを選んだトールと本来の姿で親子喧嘩を繰り広げるが、カンナの協力で駆け付けた小林さんの説得を受けたことでひとまず矛を収め、最終的には一旦様子を見ることに決めて異世界に撤退した。

ドラゴニュート
声 - 高橋伸也
異世界のドラゴン（雄）。人型のドラゴンであり、トールの回想にて登場する。
終焉帝の依頼により、世界を巡る旅に出るトールに人間に化ける魔法を授けている。人間態への変身を一発で成功させたトールの才能に感嘆し、その旅立ちを見送っているが、このとき彼から教わった魔法が、後の生活、そして小林さんとの出会いにおいて功を奏することになる。
クレメネ
声 - 杉田智和
異世界のドラゴン（雄）で、人間態は面長で痩せ型の青年に変身する。
「調和勢」に属しているが、エルマに比べてやや過激な思想をした「屠竜派」と称されるグループの一員。敵対勢力の竜を殺すことを自己目的化しており、エゴを押し通すためならば不干渉の掟をも勝手な解釈でねじ曲げる。
弱ったイルルをいたぶり殺そうと執拗に追い回すが、それを庇った小林さんを傷付けたこと、トールに関連する禁句を口走ってしまったことがトールの逆鱗に触れ、全身の骨を折られた上に（上述の通り、ドラゴンにとっては重要な部位である）角の片一方を付け根からむしり取られた挙句、記憶を消されて異世界に送り返された。なお、実力は「（イルルが）弱ってなければ本来勝てる相手でもない」程度。
その後しばらくしてテルネの従者として小林さん達の下を訪れるが、記憶を消されていたためトール達のことは覚えておらず、イルルからは初対面時の一件でボコボコにされてしまう。
キムンカムイ
声 - 立木文彦
異世界のドラゴン（雄）にして、カンナの父親。「山獣神（さんじゅうしん）」と呼ばれる先代のカンナカムイ。人間態は面長で大柄な体格の中年男に変身する。ドラゴンとしての姿は、ドラゴン態のトールの倍ほどもある巨躯を有する熊のような姿。
ドラゴンの勢力争いに余念がなく、カンナのことも娘ではなく同じ勢力の仲間という認識で、「戦果を挙げたら労う」など親という概念を理解していないため、カンナがいたずらを繰り返す原因となった。争いごとには一切容赦しないが、酒の趣味が合う者にはフランクに接する。
ドラゴンが数百年かけて力を封じ込めた龍玉をカンナが壊したため追放したが、自身の領の近くに調和勢の大物ドラゴンであるルミネースが拠点を構えたことで力が必要となったため、カンナの体内に流れる龍玉の力を抽出するために人間界にやってきた。当初は小林さんと互いの素性を知らないまま酒を酌み交わして意気投合するも、カンナの扱いを巡って対立する。
その後、小林さんと文通を繰り返すようになり、心境に変化が見られ始めた際にアーザードによってカンナへの手紙が改竄され、龍玉を持って戻ってきたカンナとアーザードの会話から自分が利用されていたことに気付く。そしてアーザードに制裁を加えようとするも逆に龍玉の力で操られ、カンナ達を攻撃するも、小林さんの魔法の才能すべてを注ぎ込んだ「裏技」によって倒され、正気に戻る。そしてカンナとの対話を経て改めて親というものを理解し、自分の下に戻ろうとしたカンナには、一緒にいる時間が限られている者達と過ごすよう諭した。
小林さんが「守護者」となった際にダモクレスやテルネと共に小林家を訪れたが、その際には初登場時よりも性格が丸くなっており、カンナとも打ち解けていた。その後は小林さん達の影響もあり少しずつ父親らしさを見せるようになるが、小林さんにドラゴンにとってその価値観が危険であることとテルネに気を付けるよう警告を残している。
- スピンオフ作品：『カンナの日常』では、カンナと手紙のやり取りを続けており、トールからカンナの学芸会の写真が送られてきた際には嬉しそうな様子を見せていた。

ルミネース
異世界のドラゴン（雄）で、「調和勢」に属し、「白竜公（はくりゅうこう）」の異名を持つドラゴン。
トールからも「相当強い」と評され、キムンカムイが龍玉の力を必要とするほどの大物。アーザードの讒言に踊らされキムンカムイの治める領の近くに拠点を作ったが、カンナの奇策でその背信を知る。直後に龍玉の力で操られ、我に返った際にはファフニールに足蹴にされていた。その後の動静は不明。
テルネ
異世界のドラゴン（雌）で、「調和勢」のNo.2の地位と「始祖竜」の異名を持つドラゴン。エルマの祖母だが、実際は何世代も離れており、本人は姉だと自称している。人間体はエルマによく似た外見の小柄な少女に変身するが、額の右側に湾曲した角を生やしている。
ダモクレスやキムンカムイよりも年上だが、かなりの可愛い物好きで、面白そうという理由からダモクレスやキムンカムイと共に小林家を訪れるなどやや奔放な性格であるため、キムンカムイからも「混沌勢よりも混沌としている」と評されている。本人はかなり若作りをしてスマホなどで流行もチェックしているつもりであり、言葉遣いなどのセンスがダモクレスやキムンカムイと同じだと言われた際にはショックを受けていた。
キムンカムイからはその動向を危険視されており、自身とエルマが属する調和勢の最大派閥「神和派」と過激派の「屠龍派」の関係が悪化しつつあることを受け、エルマに政略結婚をさせようと画策する。
シャナブレ / 辰沢（たつざわ）
「調和勢」に属する異世界のドラゴン（雌）。人間体は、額から短い角を生やし、髪を後頭部で結んだやや下がり目気味の成人女性。テルネに命じられ、エルマの監視役を務める。
そのために、小林さんの職場で働くため猛勉強し、同僚となる。エルマの少し後に中途入社した。
エルマの提言した企業体質改善のための人員募集の、実施の是非を判断するために投げられた仕事を、小林、滝谷、エルマと同じチームの一員として行った。
潜伏が得意で、小林さんたちはテルネから正体を明かされるまでは、普通の人間だと思っていた。
人間界での生活を続けるうちに、それに楽しみを見出すようになり、テルネから任務の終了を告げられた時、寂しげな表情をあらわにする。そのため、アーザードの調査にも協力し、結果的にテルネに離反することになる。
「調和勢」と「屠龍派」との結びの騒動が決着したあとも、人間界での暮らしを続ける。

#### ドラゴン以外の亜人種・異世界の住人
盗賊の少女
声 - 千菅春香
トールが世界を巡る旅の中で出会った少女。
明朗快活でドラゴンにも臆せず話しかける度量があるが、トールからは頭のネジが外れているのではないかと思われている。人生に奴隷になるか盗賊になるかの選択肢しかなく、盗賊を選んだ陰惨な過去を持ち、殺意を前にしてもその本質を嗅ぎ分けるほどにどこか達観しているほか、右頬には傷跡が残されている。貴族を商人と誤認して襲撃してしまい、追われる身となって逃走していた最中、とある廃墟に身を隠していたところでトールと出会い、束の間のひとときを共に過ごす。
「自由」についてトールに問いかけた会話の中で、「自由」を手にした未来に抱く「メイド」への憧れと、それが隷属であろうと「生き方を“自ら”選択する」という夢を吐露し、トールに別れを告げその場を後にした。後に悲願を叶え、メイドとして日々を送っている姿が描かれている。
この少女との邂逅は、トールがそれまで自ら何も選べなかった己の生き方や、「自由」の意味を考えるようになった大きな転機となっている。
サハギン、ゴブリン、魔女
声 - 高橋伸也（サハギン）、藤井隼（ゴブリン）、石原夏織（魔女）
トールたちがコミケ会場で出会った異世界の住人たち。事故により人間界に飛ばされてしまい、以降は人間界で暮らしているが、いつも人間態のままでは窮屈なので、コミケ会場のようなコスプレイベントのある場所を隠れ蓑にして都合よく本来の姿に戻っている。トールと顔を合わせた際、彼女がドラゴンであることを知ると逃げ出したが、今度のコミケ用に「ドラゴンメイド娘」を用意することにした。なお、彼ら以外にも異世界の住人たちが幾人か本来の姿で訪れていた、とのこと。
アーザード / 浅戸 建（あさど けん）
声 - 島﨑信長
キムンカムイが率いる軍の軍師を務める、金髪で美形の青年。
冷静な性格で感情的になりやすいキムンカムイのフォロー役を務めているが、自らの手の内を明かそうとはしない。
その正体は異世界人の魔法使いであり、「カンナと龍玉を巡る一連の騒動」の黒幕。真ヶ土専務の弟弟子であり、かつてドラゴン同士の争いの巻き添えに遭い、故郷と妹を失っていることが示唆されている。端正な容貌と慇懃無礼な物腰で覆い隠しているものの、本性はドラゴンとそれに親しくする人間への憎悪と侮蔑、そしてドラゴンを苦しめ、いたぶり、死に追いやることへの昏い愉悦とが渦巻いており、感情が昂ると一人称が「私」から「俺」になり、口調も荒く汚いものとなる。普段からドラゴンの攻撃は通さない聖骸布のクロークをまとい、有事にあたっては聖剣を振るう。
戦いのこと以外まるで無頓着なキムンカムイに取り入る一方、ルミネースに長年仕えた密偵としても立ち回り、二枚舌を弄して両陣営を潰し合わせようと目論んだ。キムンカムイがカンナに送った手紙を改竄することでカンナを呼び戻すことに成功するも、カンナの奇策で自分の目的をキムンカムイ・ルミネースの両陣営に暴露されてしまう。キムンカムイから制裁を受けそうになるも、逆に自らの魔力を注ぎ込んだ龍玉の力で彼と両陣営のドラゴンを支配下に置いてカンナ達の始末を謀る。しかしキムンカムイはトールたちのサポートを得た小林さんに、両陣営のドラゴン達は助太刀に来たエルマとファフニールに制圧されてしまう。最後は一人逃走するも、トールに完膚なきまでに叩きのめされ、魔力を全て吸い取られた状態で「あとの処遇はキムンカムイがどうとでもすればいい」と、その場に放置されたが、殺しても復活する呪いがあるらしく、キムンカムイでは対処できなかったため、真ヶ土専務に預けられている。
その後は真ヶ土専務の依頼で守護者として人間界で暮らす異世界の住民達の素行調査を命じられ、興信所所属の探偵「浅戸 建」として活動するようになる。魔力がなくなっているため魔法は使えず、パンチ一発でダメージを受けてしまうが、不良グループを一人で壊滅させられる程度の強さは残っている。口では文句を言っているものの、キムンカムイの下でも似たような業務を行っていたこともあり、職務自体は無意識のうちに真面目に行っていたが、不良に絡まれていたジョージーをたまたま助けた際に彼女から「執事服が似合いそう」と興味を抱かれてしまう。当初はジョージーを自身の役に立つよう懐柔しようと目論んでいたが、彼女の趣味に付いて行けず、「特殊な変態」と認識してしまう。その後ファフニールの素行調査の際に小林さんとジョージーと再会するが、居合わせた滝谷がファフニールを固有名で呼んでいたことから逆に彼のことは警戒するようになる。一方で人間界の文化やかつて平和に暮らしていたころの自分と現在のギャップに困惑しつつある。
その後興信所の仕事が予想以上に上手く行き、資金が貯まったこともあり新たに「浅戸探偵事務所」を設立する。ジョージーのことも上手く利用しようとしているものの、「女の子一人にやらせるなんてカッコ悪すぎる」という理由から彼女一人に仕事を押し付けたりしないなど本来持つ優しさも無意識のうちに見せるようになる。
神剣（しんけん）
トールと戦った神が所持していた神剣で、トールの背中に刺さっていたところを小林さんに引き抜かれた。
その後は消失して行方知れずだったが、実は小林さんの魂に入り込んでおり、精神世界で自我が芽生えていた。小林さんのことは「ママ」と呼び慕っており、魂の中で眠りつつも度々目覚めては小林さんに語りかけている。その際は中性的な子供の容姿をしている。
元々は「どんな竜でも刺し貫くこと」を目的に神によって作られたものだが、小林さんの影響を強く受けているためか、今はただ「よりよい物語になること」を願っている。

#### 人間界の住人
笹木部（ささきべ）
声 - 石原夏織
小林さんの右隣に住んでいる主婦。「ギガンテスの四股のようだ」とトールが評するほど、騒がしい音を立てて料理をするが、時々小林さん宅におすそ分けをするなど、当人は至って善良な人物であり、料理についても「味は普通」と評されている。
アニメ第1期第11話ではお節料理のお裾分けで栗金団を小林さん宅に届ける。
谷菜（やな）
声 - 高橋伸也
小林さんの左隣に住んでいる男性。職業か趣味か不明だが、自室で音楽を流したり、歌を歌ったりするが、その音楽は「マンドラゴラの断末魔や、ハーデスがヘラクレスに踏み潰されたうめき声」とトールに評されるほど騒々しい。デスメタル系のバンドでボーカルを担当しているらしいが、練習スタジオでの歌唱を聴いたカンナからは「ヘタ」、才川からも「うるさい」と切り捨てられている。
アニメ第1期第11話では年末に実家から届いたみかんのお裾分けをしている。
曽根（そね）
声 - 高橋伸也
小林さんのおむかい（アニメ版では上の階）に住んでいる男性。自室をアトリエとして、木彫りの彫刻を作る仕事をしているが、電動ドリル（リューター）の音がかなり騒がしく、上記二名と三つ巴のうるさい近所迷惑を引き起こして二日酔いの小林さんを苦しめ、トールを激昂させる寸前にまで陥らせる。
アニメでは第1期第11話で年越しの縁起物としての鶏の木彫を小林さん宅に贈呈した。なお、この木彫の鶏は一度第1期第12話でトールの不注意から壊れているが、その後で何時の間にか修復されている。
堀内（ほりうち、原作版） / 辰田（たつた、アニメ版）
声 - 高橋伸也
朧塚商店街で肉屋を経営している男性。トールにクリスマスのことを教えた。
原作では直接登場することは少ないが、アニメでは出番が増えており、名前も堀内から辰田に変更された。
不動産屋の主人
人間世界での住居を求めるファフニールと付き添いのトールが訪れた不動産屋（原作では店名不詳、アニメ版では「（有）巳谷不動産」）を経営する中年男性。トールからは「フドーさん」という名前だと勘違いされてしまっている。
予算はいかほどかと訊いたらファフニールが懐から出してきたひと塊の黄金を、「うちは質屋じゃない」と薄ら笑いを浮かべながら突っぱねた。
アニメ版では上記エピソード（第1期第5話）に先行して第1期第3話に登場、小林さんに引越しの物件を紹介した。
会田 ツバキ（あいだ ツバキ）
声 - 中友子
タケトの祖母で、商店街で駄菓子屋「おぼろ商店」を経営する老婦人。トールとは町内会や祭りの準備で知り合った。
高齢のため店を閉めようか思案していたが、子供たちから慰留されてできずにいたところ、そこで働くことを希望したイルルを（トールの口添えもあって）雇うことにした。
タケトの友人曰く「ヘンクツばーさん」。
山下（やました）
声 - 高橋伸也
小林さんの同僚である男性社員。北海道出身。トールが小林さんに内緒で会社見学に来た日は休暇（アニメでは風邪による欠勤）をとっていたが、その前日に発注ミスをしてしまったため、小林さんは処理に追われることになった。作中では、主に「山下くん」と呼ばれている。
課長（原作） / 所長（アニメ版）
声 - 高橋伸也
小林さんの上司。本名不明。男尊女卑的思考の持ち主で、小林さんに対して度々パワハラを行っているが、小林さん自身からは軽くあしらわれている。毎度の如く小林さんにパワハラを強いており、トールが内緒で会社見学に来ていた時も同じことをしていたが、それがトールの怒りを買い、何度も足を突っかけられてその場で転び続ける醜態を晒し、他の部下から笑われたことで赤面しながらその場を去った。
その後も小林さんにパワハラを行うが、実はその様子を既に録音されており、遂には小林さんが送り付けたパワハラ発言の録音データが社長に渡ったことで今までのパワハラが明らかとなり、結果として解雇処分に追い込まれた。
なお、トールと小林さんが出会う最初のきっかけを作った人物である。
真ヶ土専務（まがつちせんむ）
声 - 家中宏
翔太の父であり、小林さんの勤務先の専務でもある。名前は不明。魔法使いのクラスは最高位の「テリオン」であり、魔法使いの間では偉大な人物とされる。
ルコアのことは「呼んでしまったものを責任を持ってどうにかするのが一族の家訓」としながらも、翔太にとっていい勉強になると考えている（小林さんには「息子さんの性癖が歪んでも知りませんよ」と忠告されている）。
一見穏やかな人となりだが相当の狸親父であり、待遇の改善を訴えるエルマを道理と詭弁を使い分けて悉くいなし続けたほか、未来視の能力を用いて別世界の著書を書き写して売りさばき、魔法の研究費に充てるなどしている。
ダモクレスとは知り合いであり、トールの人間界での様子を細々と伝えている。またアーザードの兄弟子でもあり、キムンカムイとの騒動後は彼の身柄を預かるとともに、守護者の任務を与えている。
自社のプログラミング言語を魔法式の羅列に似せた独自のものにしており、これが原因で現場では新入社員が育ちにくく、中途募集をかけても一向に応募が無い状態となってしまっている（小林さんは「新卒を採るにしても教育期間が足らない」と嘆いており、偶然とはいえエルマの入社はかなりの戦力強化であった）。
真ヶ土 沙織（まがつち さおり）
翔太の母親。専業主婦。髪型は息子の翔太に似ている。真ヶ土家では唯一の普通の人間。アニメ第1期第9話の運動会では、ルコアと共に翔太を応援した。
- スピンオフ作品：『ルコアは僕の××です。』では翔太がルコアと交流する中で苦手を克服しようと努力する姿勢を喜んでいる様子が描かれている。また翔太のマラソン大会の応援にルコアと共にチアリーダー姿で応援し、そのままの格好で買い物に行こうとしてルコアに止められるなど若干天然な性格も見られる。

女性教師
声 - 後藤邑子
朧塚小学校の教師でカンナのクラス3年2組の担任。髪にヘアピンをしている。
「マジやばくね？」というカンナの言葉に洗脳されたクラスを見て、困惑した。
才川の両親
声 - 嶋村侑（母）、高橋伸也（父）
才川の両親。母親は娘たちにそっくりの容姿で、父親は和服を着用し、厳格なイメージがある。
原作に先駆けて、アニメ第1期第9話で初登場を果たす。
長女の苗（ジョージー）が「才川家のメイド」を自称している件については咎めていない。
- スピンオフ作品：『カンナの日常』では娘たちの出番増加にともない登場機会も増えており、小林さん達を誘って温泉旅行に出かけたりと、家族ぐるみの付き合いになっている。

小林さんの母
声 - 玉川砂記子
小林さんの母親。娘同様に眼鏡をかけている。原作では回想のみの登場で、アニメ第1期第11話において、小林さんとの電話のやり取りという形で声のみ登場。また、第1期第13話（最終回）エピローグでは、小林さんがトールとカンナを連れて、帰郷した。
破滅の龍（はめつのりゅう）
声 - 高橋伸也
地元最強の不良男性。町のパトロール役を引き受けたトールに恥をかかされた不良チーム・ドラゴンバスターズの助っ人として、トールに襲いかかるが、パンチ一発で敗北。ドラゴンバスターズもトールに叩きのめされるが、トールに一目置くようになる。
風友 鳳華（かぜとも ほうか）
作者の別作品『滅子に夜露死苦』および『ラブタ』の登場人物。第43話に登場。
「鉄パイプフェニックス」の異名を持つヤンキー。破滅の龍と同じく、ドラゴンバスターズの助っ人として、トールに襲いかかるが敗北。
『滅子に夜露死苦』の巻末漫画ではこれがきっかけで「メイドの中に強さがある」と考えるようになっており、そこから数年後となる『ラブタ』ではヒロイン・後藤地久瑠芽邸のメイドとなっている（当初はショートヘアだった髪型もトールのようなツインテールになっている）。
クロエ
声 - 上坂すみれ
カンナが家出先のニューヨークで出会った少女。髪をお団子状に結っている。
父親は大企業の社長でマフィアと対立しているらしく、親と喧嘩をして家出をした際に怪しげな男達に襲われていたところをカンナに助けられる。ミネソタ在住。
カンナが、才川にも伏せている自分の正体を知らせた相手。カンナの説得で家に帰る決心をした。
作者の別作品『おじょじょじょ』に登場するクリス・ポートマンの従妹であることが示唆されている。
- スピンオフ作品：『カンナの日常』ではカンナに会うために来日する。自宅は広大な敷地を有しており、才川邸と同じ大きさのペットハウスがある。当初才川からは一方的にライバル視されるが、徐々に打ち解けていった。また、カンナが才川に正体を隠していることを知り、自分とアメリカに来ないかと誘うも、カンナの考えを聞いて身を引いた。帰国後はカンナと才川にお菓子を送る約束をするも、パティシエを派遣してカンナたちを驚かせた。

ウィリアム
魔法学校の昇格試験で翔太に何かと絡んでくる少年。骸骨を使い魔としている。
翔太のことを「七光り」とか前回試験を受けそこねたこととかでからかっていたが、トールの心理分析を交えた通訳によると、翔太が親の七光りでちやほやされること、エメリーが翔太に気があること、そして使い魔のルコアのあけっぴろげな対応などが気に入らず、対抗心を燃やしている。
試験結果で翔太を下回ってしまったことで決闘を申し込んたが、ルコアをバカにされて怒った翔太の睡眠魔法で返り討ちにあう。
エメリー
魔法学校の昇格試験でウィリアムと共にいた少女。蛇を使い魔としている。
ウィリアム同様に翔太に何かと絡んでくるが、トールの見立てによると、翔太に気がある模様（いわゆる「ツンデレ」）。
- スピンオフ作品：『ルコアは僕の××です。』ではメキシコ・テオティワカンで行われた魔法使いと使い魔の大会にエントリーした際に旅行で現地を訪れていた翔太とルコアと再会する。本来ペアで出場するはずだったウィリアムが他の出場選手の妨害工策で出場できなくなったため、翔太とペアを組んで出場し、試合ではルコアと共にルチャリブレコスチュームで臨み、見事優勝を果たした。

地獄巡 春（じごくめぐり はる）
『おじょじょじょ』における主人公。この作品では小林さんらが勤める会社の社長として登場する。設定自体は以前から存在していたものの、本人が作中に登場したのは第83話が初。
エルマの企業体質改善案を受けて小林さんらに与えた仕事が無事達成されたことにより、会社の人員増強に踏み切った。
蜂須賀 勝也（はちすか、名前の読みは不詳）、黒田（くろだ）、倉本（くらもと）
声 - 岡田幸子（蜂須賀）、河村梨恵（黒田）、不明（倉本）
アニメ版に登場するカンナ、才川のクラスメイト。2期ではカンナ、才川と同じ班のメンバーとして行動を共にする。
蜂須賀はガキ大将気質の男子、黒田は前髪で目が隠れている賢くておとなしい男子、倉本は細目でスマホと自撮り棒を持ち歩き、「映え」を追い求める女子。

## 用語
人間
小林や滝谷のような、力もなければ魔法も使えない（一部は魔法使いとして魔法を使うことができる）種族。トールたちが元々いた異世界では亜人とよばれる知的種族も存在しているが、地球における知的種族は彼らのみである。
ドラゴン
トールやエルマのような、巨大な爬虫類のような姿をした、強大な力と魔力を持つ種族。カンナカムイやケツァルコアトルのように、鳥類や哺乳類に近い特徴を持つ者もいる。またアニメでは、ドラゴン態のトールやカンナが実際の爬虫類や鳥類のように瞬膜で瞬きをする描写がある。
魔法で人間に化けることもでき、その場合、「ドラゴンとしての概念を人間に置き換えた姿」になるため、人間態が美男美女になるかは個人個人で異なり、魔法の上手下手で一部変換しきれない部分も出る。なお、この際ドラゴンに存在しない一部の器官は別のものをそれらしく見せかけるようである。また、ドラゴンサイズの巨体を人間サイズへと無理矢理変換しているため、人間の姿に化けている間は非常に窮屈な感覚であるらしい（トール曰く、「小さいスーツに身体を押し込んでいる」イメージ）。
人間より遥かに長命であり、そこが「人間とドラゴンの共生」を阻む一つの障壁となっている。子孫の残し方も様々で、単体で子供を産んだり各地を飛翔するドラゴンが近くのドラゴンと交わることで子供を産むこともあるが、中には妖精や神と契ることで子供を産むドラゴンもおり、人間がドラゴンに変わる事例も存在するらしい。
神との長い戦いの中で「混沌勢」、「調和勢」、「傍観勢」という3つの勢力に分かれていった。しかしながら、「人間とドラゴンが友好的・対等な関係を結んではならない｣ことや「人間界 (作中では主に地球) には不可侵とする」ことなど、いずれの勢力でも共通認識としてルール化されているものもある。
混沌勢
神の管理から脱し自由を求めて一丸となって戦っていたドラゴンの中から調和勢・傍観勢が離れ、残った者はいつしか「世界を混沌に陥れようとする者たち」のレッテルを貼られた。このため勢力としての成立時期は3つの中で最も新しい。
終焉帝を代表格とし、トールやイルルはこの勢力に属している。ドラゴンに比べれば脆弱にすぎる人間の存在など当初は気にも留められていなかったが、調和勢と人間が結託するにつれ「人間は害悪だから皆殺しにしろ」と吹聴され、その考えが勢力内に蔓延してしまっている。
第67話で、トールから「自由を旨とし神の世界管理を許さず戦い続け、己の強さを世に知らしめ自由を謳歌する」という長所と、それに対しエルマから「自由とは名ばかりで、統率が取れず暴れたがりの集まり」という短所が語られている。「異なる意見は力でねじ伏せ、無理矢理従わせればいい」といった、ドラゴンという種族が大なれ小なれ抱いているプリミティブな考えが、3勢力中最も色濃いのも特徴。また、ファフニールは勢力に正式に属してはいないが、自分の能力からこの勢力を自称している。
調和勢
「神に寝返った者たち」。エルマやクレメネはこの勢力に属している。人間に対しては助けを乞われれば力を貸しもするが、その見返りに人柱を要求する者も少なくはなく、トールからは「（生贄を供えられなければ自ら動こうともしない）怠け者ども」と揶揄されている。
「人間世界の秩序を乱さない」という決まりに対しては、敵対勢力である混沌勢以上に厳格である筈が、その解釈は個々次第という状況であり、エルマのように目先の欲に駆られ見失ってしまいがちな者もいれば、「混沌勢を駆除すること」だけが目的な「屠竜派」に属するクレメネのように「無価値な過去の遺物だ」として守る気自体がない者すら存在する。結果として、混沌勢以上に人間世界を乱しているような描写も多い。
第67話で、エルマから「神の管理の方向性を人に、人の陳情を神に伝え、世界のバランスを取りもち導く」という長所と、それに対しトールから「実際にやっていることは人間からの搾取だけ」という短所が語られている。
複数の派閥が存在しており、派閥間の争いを回避すべく他派閥同士による「結び」と呼ばれる政略結婚が定期的に執り行われている。
傍観勢
「戦いを見限り、どこにも属さぬ者たち」。ケツァルコアトルはこの勢力に属している。一見すると3勢力で一番平和にも見えるが、イルルが人間世界で街を破壊しようとした際にも人間側に加担（つまり、街を守ることを）せず傍観を貫いていたなど、あくまで「誰の敵にも回らないし味方にも付かない」のが信条なようである。
ただし、スピンオフ作品にて、ルコアが近所の農家の手伝いをしているなど、ドラゴンが関与していない事柄ならば手出しすることは問題ないようである。
無所属
上記3勢力のいずれにも属していない者たちで、幼竜に多い。新勢力を立ち上げることもできるが、他勢力に即潰されてしまうため、結局無所属のままか、強制的に所属を決められることが多い。デメリットが多いようにも見えるが、人間との接触を制限されない本当の意味での自由の身になれるというメリットもある。
龍玉（りゅうぎょく）
ドラゴンが数百年かけて力を封じ込めた宝玉。一部の魔法使いも同様の物を作ることが出来る。強大な魔力が流し込まれているため、戦闘で使えば強力な力となるとされるが、副作用かつ真の力として、内部の魔力を用いることで対象となったドラゴンの身体・精神を操ることが出来る。
守護者
人間界などにやってくるドラゴンを含めた異世界の者達の情報を管理する役職。地区ごとに存在し、大抵は魔法使いが行うことになっている。
魔力紋
身体内に過剰に魔力を蓄積することで体表に浮き出る紋章。魔法使いの場合は成長と共に魔力量が増えることで浮き出る。魔力量の上昇に身体の器の成長が追い付かないと痛みを生じることがあり、その場合は魔力を吸い出す必要がある。

## 書誌情報

### 単行本
| 巻数               | 発売日         | ISBN              |
| ------------------ | -------------- | ----------------- |
| 1                  | 2014年05月10日 | 978-4-575-84405-4 |
| 2                  | 2015年02月10日 | 978-4-575-84570-9 |
| 3                  | 2015年09月10日 | 978-4-575-84679-9 |
| 4                  | 2016年05月12日 | 978-4-575-84796-3 |
| 5                  | 2016年12月12日 | 978-4-575-84894-6 |
| 6                  | 2017年07月12日 | 978-4-575-85002-4 |
| 7                  | 2018年04月12日 | 978-4-575-85134-2 |
| 8                  | 2019年02月12日 | 978-4-575-85267-7 |
| 9                  | 2019年11月12日 | 978-4-575-85374-2 |
| 10                 | 2020年08月11日 | 978-4-575-85476-3 |
| 11                 | 2021年06月10日 | 978-4-575-85589-0 |
| 12                 | 2022年01月12日 | 978-4-575-85679-8 |
| 13                 | 2022年11月10日 | 978-4-575-85777-1 |
| 14                 | 2023年09月12日 | 978-4-575-85887-7 |
| 15                 | 2024年04月11日 | 978-4-575-85958-4 |
| 16                 | 2025年02月13日 | 978-4-575-86053-5 |
| 17                 | 2025年06月12日 | 978-4-575-86100-6 |
| フルカラーコミック |                |                   |
| 彩-SAI-            | 2021年07月12日 | 978-4-575-85609-5 |
| 龍-RON-            | 2022年03月10日 | 978-4-575-85700-9 |

| 巻数 | 発売日         | ISBN              |
| ---- | -------------- | ----------------- |
| 1    | 2017年03月28日 | 978-4-575-84948-6 |
| 2    | 2017年07月12日 | 978-4-575-85003-1 |
| 3    | 2017年10月12日 | 978-4-575-85044-4 |
| 4    | 2018年02月10日 | 978-4-575-85105-2 |
| 5    | 2018年06月12日 | 978-4-575-85167-0 |
| 6    | 2019年02月12日 | 978-4-575-85268-4 |
| 7    | 2019年12月12日 | 978-4-575-85389-6 |
| 8    | 2020年08月11日 | 978-4-575-85477-0 |
| 9    | 2021年07月12日 | 978-4-575-85600-2 |
| 10   | 2022年02月12日 | 978-4-575-85692-7 |
| 11   | 2022年12月12日 | 978-4-575-85788-7 |
| 12   | 2023年10月12日 | 978-4-575-85900-3 |
| 13   | 2024年05月10日 | 978-4-575-85968-3 |
| 14   | 2025年02月13日 | 978-4-575-86054-2 |

| 巻数 | 発売日         | ISBN              |
| ---- | -------------- | ----------------- |
| 1    | 2018年05月11日 | 978-4-575-85151-9 |
| 2    | 2019年02月12日 | 978-4-575-85269-1 |
| 3    | 2019年12月12日 | 978-4-575-85390-2 |
| 4    | 2020年08月11日 | 978-4-575-85478-7 |
| 5    | 2021年08月11日 | 978-4-575-85619-4 |
| 6    | 2022年02月12日 | 978-4-575-85691-0 |
| 7    | 2023年01月12日 | 978-4-575-85802-0 |
| 8    | 2023年10月12日 | 978-4-575-85899-0 |
| 9    | 2024年05月10日 | 978-4-575-85967-6 |
| 10   | 2025年04月10日 | 978-4-575-86075-7 |

| 巻数 | 発売日         | ISBN              |
| ---- | -------------- | ----------------- |
| 1    | 2019年11月12日 | 978-4-575-85373-5 |
| 2    | 2020年08月11日 | 978-4-575-85479-4 |
| 3    | 2021年08月11日 | 978-4-575-85618-7 |
| 4    | 2022年01月12日 | 978-4-575-85680-4 |
| 5    | 2023年02月09日 | 978-4-575-85813-6 |
| 6    | 2023年09月12日 | 978-4-575-85888-4 |
| 7    | 2024年04月11日 | 978-4-575-85957-7 |
| 8    | 2025年05月15日 | 978-4-575-86089-4 |

| 巻数 | 発売日         | ISBN              |
| ---- | -------------- | ----------------- |
| 1    | 2021年07月12日 | 978-4-575-85599-9 |
| 2    | 2022年03月10日 | 978-4-575-85699-6 |
| 3    | 2023年03月09日 | 978-4-575-85819-8 |
| 4    | 2024年04月11日 | 978-4-575-85956-0 |
| 5    | 2025年03月13日 | 978-4-575-86067-2 |

| 巻数 | 発売日        | ISBN              |
| ---- | ------------- | ----------------- |
| 1    | 2025年7月10日 | 978-4-575-86111-2 |

### アンソロジーコミック
| 巻数        | 発売日         | ISBN              | 執筆者 |
| ----------- | -------------- | ----------------- | --- |
| 1           | 2017年01月12日 | 978-4-575-84912-7 | GUNP/OYSTER/伊藤ハチ/黒川おとぎ/木村光博/浜田よしかづ/吉北ぽぷり/ ノブヨシ侍/鮭夫/鳥取砂丘/AHOBAKA/221/堀博昭/将良/クール教信者                                        |
| 2           | 2017年03月11日 | 978-4-575-84938-7 | 高津ケイタ/雪子/カザマアヤミ/鮭夫/藤沢カミヤ/雨がっぱ少女群/うず/ チョモラン /ていお亭ていお/ノブヨシ侍/黒川おとぎ/GUNP/221/吉北ぽぷり/ 渡井亘/中村カンコ/クール教信者 |
| 3           | 2018年03月12日 | 978-4-575-85120-5 | 雪子/伊藤ハチ/おりはらさちこ/三三/岩飛猫/GUNP/渡井亘/ノブヨシ侍/ うかんむり/masha/KAKERU/黒川おとぎ/ていお亭ていお/クール教信者                                        |
| 4           | 2018年05月11日 | 978-4-575-85150-2 | 藤沢カミヤ/檜山大輔/ていお亭ていお/221/木村光博/AHOBAKA/渡井亘/吉北ぽぷり/ 天野しゅにんた/鮭夫/ほっぺげ/高津ケイタ/カザマアヤミ/GUNP/クール教信者                      |
| All Stars!  | 2021年08月11日 | 978-4-575-85620-0 | 有田イマリ/伊藤ハチ/桜井のりお/川村拓/かふん/藤沢カミヤ/丈山雄為/タチ/masha/ GUNP/吉元ますめ/吉北ぽぷり/水あさと/鮭夫/河合朗/クール教信者                              |
| All Stars!2 | 2025年06月12日 | 978-4-575-86101-3 | 有田イマリ/おりはらさちこ/川村拓/サンカクヘッド/鮭夫/鈴木望/丈/橙夏りり/ナナシ/ぬじま/ねことうふ/檜山大輔/牧瀬初雲/むちまろ/クール教信者                               |

### 関連書籍
- クール教信者 『小林さんちのメイドラゴン 公式ガイドブック メイドラ大全』 
双葉社〈アクションコミックス〉、2021年6月10日発売[122]、ISBN 978-4-575-85606-4
- クール教信者 『小林さんちのメイドラゴン画集 MAIDRACOLLECTION』 双葉社、2025年7月10日発売[123]、ISBN 978-4-575-31988-0
- クール教信者 『小林さんちのメイドラゴン公式ファンブック まるごとカンナ』 双葉社、2025年7月10日発売[124]、ISBN 978-4-575-86110-5

## テレビアニメ
2016年4月にテレビアニメ化が発表され、2017年1月から4月までTOKYO MXほかにて第1期全13話が放送された。原作第1巻から第4巻までの内容を基にしているが、登場人物の言動や設定に関して上記のような修正・変更が行われている他、一部のエピソードの順番が入れ替わったことに伴い、一部は原作から大幅に変更されたアニメオリジナルストーリーとなっている。また、主要キャラの初登場時には画面下側に名前が表示され、場面転換時には5個の中黒が記号や文字またはその組合せでの顔文字に変わる映像が挿入される演出がなされている。また、未放送分の第14話がBlu-ray・DVD第7巻に収録され、第2期最終話の翌週にテレビ初放送された。
第2期『小林さんちのメイドラゴンS』は2021年7月から9月まで全12話が放送された。本作は京都アニメーション放火殺人事件発生後、初となる元請制作のテレビアニメとなる。第1期で監督を務め、同事件で死去した武本康弘は引き続き「シリーズ監督」としてクレジットされる。第1期で行われた名前の表示と中黒の変化映像の演出は踏襲され、新たにUnicodeなどの絵文字も使われている。また、次回予告の後には運気の低い星座を紹介する「今週の腐ったやつだ〜れだ?」が挿入されている。

### スタッフ
|                      | 第1期                  | 第2期                          |
| -------------------- | ---------------------- | ------------------------------ |
| 原作                 | クール教信者           | クール教信者                   |
| 監督                 | 武本康弘               | 石原立也                       |
| シリーズ監督         |                        | 武本康弘                       |
| シリーズ構成         | 山田由香               | 山田由香                       |
| キャラクターデザイン | 門脇未来               | 門脇未来                       |
| 総作画監督           | 丸木宣明               | 丸木宣明                       |
| 美術監督             | 渡邊美希子             | 落合翔子                       |
| 色彩設計             | 米田侑加               | 秦あずみ                       |
| 小物設定             | 秋竹斉一               | 秋竹斉一                       |
| 撮影監督             | 浦彰宏                 | 植田弘貴                       |
| 3D監督               | 冨坂紀宏               | 冨坂紀宏                       |
| 編集                 | 重村建吾               | 重村建吾                       |
| 音響監督             | 鶴岡陽太               | 鶴岡陽太                       |
| 音楽                 | 伊藤真澄               | 伊藤真澄                       |
| 音楽                 | 近藤研二、コトリンゴ   |                                |
| 音楽プロデューサー   | 斎藤滋                 | 斎藤滋                         |
| 音楽制作             | ランティス             | ランティス                     |
| 音楽制作             | ハートカンパニー       |                                |
| 企画プロデューサー   | 八田英明               | 八田英明                       |
| プロデューサー       | 中村伸一、斎藤滋       | 中村伸一、斎藤滋               |
| プロデューサー       | 阪井利早、植月幹夫     | 瀬波里梨、鈴木めぐみ、安井一成 |
| アニメーション制作   | 京都アニメーション     | 京都アニメーション             |
| 製作                 | ドラゴン生活向上委員会 | ドラゴン生活向上委員会         |

### 主題歌
「青空のラプソディ」
fhánaによる第1期オープニングテーマ。作詞は林英樹、作曲は佐藤純一、編曲はfhána。
第2期では第3話挿入歌・最終話シュプリームエンディングテーマとして使用された。
「イシュカン・コミュニケーション」
ちょろゴンずによる第1期エンディングテーマ。作詞は松井洋平、作曲は佐藤純一、編曲はrionos。歌唱メンバーはトール（桑原由気）、カンナ（長縄まりあ）、エルマ（高田憂希）、ルコア（高橋未奈美）。
「愛のシュプリーム！」
fhánaによる第2期オープニングテーマ。作詞は林英樹、作曲・編曲は佐藤純一。
「めいど・うぃず・どらごんず︎❤︎」
スーパーちょろゴンずによる第2期エンディングテーマ。作詞は松井洋平、作曲・編曲は星銀乃丈。歌唱メンバーはトール（桑原由気）、カンナ（長縄まりあ）、エルマ（高田憂希）、ルコア（髙橋ミナミ）、イルル（嶺内ともみ）。
「イシュカン♡リレーションシップ」
トール（桑原由気）による第2期第3話スペシャルエンディングテーマ。作詞・作曲・編曲は星銀乃丈。

### 各話リスト
各回のサブタイトルは、Aパート終了時からCMに入る前に表示される。
| 話数   | サブタイトル                                               | 脚本              | 絵コンテ                     | 演出            | 作画監督                            | 初放送日       |       |       |       |       |       |       |       |       |       |       |       |       |       |       |       |       |       |       |
| 第1期  | 第1期                                                      | 第1期             | 第1期                        | 第1期           | 第1期                               | 第1期          | 第1期 | 第1期 | 第1期 | 第1期 | 第1期 | 第1期 | 第1期 | 第1期 | 第1期 | 第1期 | 第1期 | 第1期 | 第1期 | 第1期 | 第1期 | 第1期 | 第1期 | 第1期 |
| ------ | ---------------------------------------------------------- | ----------------- | ---------------------------- | --------------- | ----------------------------------- | -------------- | ----- | ----- | ----- | ----- | ----- | ----- | ----- | ----- | ----- | ----- | ----- | ----- | ----- | ----- | ----- | ----- | ----- | ----- |
| 第1話  | 史上最強のメイド、トール！（まあドラゴンですから）         | 山田由香          | 武本康弘                     | 藤田春香        | 門脇未来 丸木宣明 丸子達就          | 2017年 1月12日 |       |       |       |       |       |       |       |       |       |       |       |       |       |       |       |       |       |       |
| 第2話  | 第二のドラゴン、カンナ！（ネタバレ全開ですね）             | 山田由香          | 武本康弘                     | 澤真平          | 角田有希                            | 1月19日        |       |       |       |       |       |       |       |       |       |       |       |       |       |       |       |       |       |       |
| 第3話  | 新生活、はじまる！（もちろんうまくいきません）             | 武本康弘          | 武本康弘                     | 北之原孝將      | 岡村公平                            | 1月26日        |       |       |       |       |       |       |       |       |       |       |       |       |       |       |       |       |       |       |
| 第4話  | カンナ、学校に行く！（その必要はないんですが）             | 西川昌志          | 山村卓也                     | 山村卓也        | 池田和美                            | 2月2日         |       |       |       |       |       |       |       |       |       |       |       |       |       |       |       |       |       |       |
| 第5話  | トールの社会勉強！（本人は出来てるつもりです）             | 志茂文彦          | 石立太一 小川太一            | 小川太一        | 植野千世子                          | 2月9日         |       |       |       |       |       |       |       |       |       |       |       |       |       |       |       |       |       |       |
| 第6話  | お宅訪問！（してないお宅もあります）                       | 山田由香          | 山田由香                     | 三好一郎        | 丸子達就                            | 2月16日        |       |       |       |       |       |       |       |       |       |       |       |       |       |       |       |       |       |       |
| 第7話  | 夏の定番！（ぶっちゃけテコ入れ回ですね）                   | 武本康弘          | 北之原孝將                   | 北之原孝將      | 明見裕子 門脇未来 丸子達就          | 2月23日        |       |       |       |       |       |       |       |       |       |       |       |       |       |       |       |       |       |       |
| 第8話  | 新たなるドラゴン、エルマ！（やっと出てきましたか）         | 志茂文彦          | 山田尚子                     | 山田尚子        | 西屋太志                            | 3月2日         |       |       |       |       |       |       |       |       |       |       |       |       |       |       |       |       |       |       |
| 第9話  | 運動会！（ひねりも何もないですね）                         | 武本康弘          | 澤真平                       | 澤真平          | 角田有希 明見裕子 池田晶子          | 3月9日         |       |       |       |       |       |       |       |       |       |       |       |       |       |       |       |       |       |       |
| 第10話 | 劇団ドラゴン、オンステージ！（劇団名あったんですね）       | 西川昌志          | 石原立也                     | 藤田春香        | 岡村公平                            | 3月16日        |       |       |       |       |       |       |       |       |       |       |       |       |       |       |       |       |       |       |
| 第11話 | 年末年始！（コミケネタありません）                         | 山田由香          | 山村卓也                     | 山村卓也        | 池田和美                            | 3月23日        |       |       |       |       |       |       |       |       |       |       |       |       |       |       |       |       |       |       |
| 第12話 | トールと小林、感動の出会い！（自分でハードル上げてますね） | 西川昌志          | 小川太一                     | 小川太一        | 植野千世子                          | 3月30日        |       |       |       |       |       |       |       |       |       |       |       |       |       |       |       |       |       |       |
| 第13話 | 終焉帝、来る！（気がつけば最終回です）                     | 山田由香          | 武本康弘                     | 三好一郎 澤真平 | 丸子達就 岡村公平 池田晶子          | 4月6日         |       |       |       |       |       |       |       |       |       |       |       |       |       |       |       |       |       |       |
| 第14話 | バレンタイン、そして温泉！（あんまり期待しないでください） | 西川昌志          | 藤田春香 石原立也            | 北之原孝將      | 明見裕子 池田晶子 角田有希 丸子達就 | 2021年 9月30日 |       |       |       |       |       |       |       |       |       |       |       |       |       |       |       |       |       |       |
| 第2期  |                                                            |                   |                              |                 |                                     |                |       |       |       |       |       |       |       |       |       |       |       |       |       |       |       |       |       |       |
| 第1話  | 新たなるドラゴン、イルル！（またよろしくお願いします）     | 山田由香          | 武本康弘 石原立也            | 石原立也        | 岡村公平                            | 2021年 7月8日  |       |       |       |       |       |       |       |       |       |       |       |       |       |       |       |       |       |       |
| 第2話  | イケメン、小林！（いろんな意味で）                         | 山田由香          | 武本康弘 石原立也            | 小川太一        | 引山佳代 熊野誠也                   | 7月15日        |       |       |       |       |       |       |       |       |       |       |       |       |       |       |       |       |       |       |
| 第3話  | 課外活動（もちろん普通じゃありません）                     | 山田由香 西川昌志 | 北之原孝將 山村卓也 藤田春香 | 北之原孝將      | 池田和美                            | 7月22日        |       |       |       |       |       |       |       |       |       |       |       |       |       |       |       |       |       |       |
| 第4話  | 郷に入りては郷に従え（合わせるって大変です）               | 西川昌志          | 石原立也                     | 澤真平          | 丸木宣明 門脇未来                   | 7月29日        |       |       |       |       |       |       |       |       |       |       |       |       |       |       |       |       |       |       |
| 第5話  | 君と一緒に（まあ気が合えばですが）                         | 志茂文彦          | 北之原孝將                   | 北之原孝將      | 角田有希                            | 8月5日         |       |       |       |       |       |       |       |       |       |       |       |       |       |       |       |       |       |       |
| 第6話  | 合縁奇縁（片方はドラゴンです）                             | 山田由香          | 石原立也                     | 山村卓也        | 池田和美                            | 8月12日        |       |       |       |       |       |       |       |       |       |       |       |       |       |       |       |       |       |       |
| 第7話  | 一般常識（みんなずれてます）                               | 志茂文彦 西川昌志 | 山村卓也 北之原孝將          | 太田稔          | 角田有希                            | 8月19日        |       |       |       |       |       |       |       |       |       |       |       |       |       |       |       |       |       |       |
| 第8話  | 世界に一つだけの（好きな言葉を続けてください）             | 西川昌志          | 澤真平                       | 澤真平          | 髙橋真梨子 門脇未来                 | 8月26日        |       |       |       |       |       |       |       |       |       |       |       |       |       |       |       |       |       |       |
| 第9話  | いろいろワケがありまして（エルマざんまいです）             | 山田由香          | 太田稔                       | 太田稔          | 岡村公平                            | 9月2日         |       |       |       |       |       |       |       |       |       |       |       |       |       |       |       |       |       |       |
| 第10話 | カンナの夏休み（二か国語放送です!?）                       | 西川昌志          | 小川太一                     | 小川太一        | 引山佳代 熊野誠也                   | 9月9日         |       |       |       |       |       |       |       |       |       |       |       |       |       |       |       |       |       |       |
| 第11話 | プレミアムシート（特別料金はかかりません）                 | 志茂文彦          | 北之原孝將                   | 北之原孝將      | 池田和美                            | 9月16日        |       |       |       |       |       |       |       |       |       |       |       |       |       |       |       |       |       |       |
| 第12話 | 生生流転（でも立ち止まるのもありですかね）                 | 山田由香          | 山村卓也 石原立也            | 石原立也        | 角田有希                            | 9月23日        |       |       |       |       |       |       |       |       |       |       |       |       |       |       |       |       |       |       |
| 番外編 | ニッポンのおもてなし（アテンドはドラゴンです）             | 西川昌志          | 澤真平                       | 澤真平          | 高橋真梨子 門脇未来                 | -              |       |       |       |       |       |       |       |       |       |       |       |       |       |       |       |       |       |       |

### 放送局
| 放送期間               | 放送時間                     | 放送局     | 対象地域   | 備考                          |
| ---------------------- | ---------------------------- | ---------- | ---------- | ----------------------------- |
| 2017年1月12日 - 4月6日 | 木曜 0:00 - 0:30（水曜深夜） | TOKYO MX   | 東京都     |                               |
|                        | 木曜 2:05 - 2:35（水曜深夜） | テレビ愛知 | 愛知県     |                               |
|                        | 木曜 2:14 - 2:44（水曜深夜） | 朝日放送   | 近畿広域圏 | 『水曜アニメ〈水もん〉』第1部 |
| 2017年1月13日 - 4月7日 | 金曜 0:00 - 0:30（木曜深夜） | BS11       | 日本全域   | BS放送 / 『ANIME+』枠         |

| 配信開始日    | 配信時間                   | 配信サイト                                         |
| ------------- | -------------------------- | -------------------------------------------------- |
| 2017年1月12日 | 木曜 22:00 - 22:30         | AbemaTV                                            |
| 2017年1月13日 | 金曜 23:30 - 土曜 0:00     | ニコニコ生放送                                     |
| 2017年1月14日 | 土曜 0:00（金曜深夜） 更新 | GYAO!                                              |
|               | 土曜 12:00 更新            | dアニメストア U-NEXT アニメ放題 ニコニコチャンネル |
| 2017年1月15日 | 日曜 0:00（土曜深夜） 更新 | ビデオパス FOD J:COMオンデマンド                   |

| 放送期間                | 放送時間                     | 放送局         | 対象地域   | 備考                                 |
| ----------------------- | ---------------------------- | -------------- | ---------- | ------------------------------------ |
| 2021年7月8日 - 9月23日  | 木曜 0:00 - 0:30（水曜深夜） | TOKYO MX       | 東京都     |                                      |
|                         | 木曜 2:14 - 2:44（水曜深夜） | 朝日放送テレビ | 近畿広域圏 | 『水曜アニメ〈水もん〉』第1部        |
|                         | 木曜 2:35 - 3:05（水曜深夜） | テレビ愛知     | 愛知県     |                                      |
| 2021年7月9日 - 9月24日  | 金曜 0:00 - 0:30（木曜深夜） | BS11           | 日本全域   | BS放送 / 『ANIME+』枠                |
| 2021年7月10日 - 9月25日 | 土曜 21:00 - 21:30           | AT-X           | 日本全域   | CS放送 / 字幕放送 / リピート放送あり |

| 配信開始日    | 配信時間                   | 配信サイト                                                                                                  |
| ------------- | -------------------------- | --- |
| 2021年7月8日  | 木曜 21:00 更新            | dアニメストア                                                                                               |
| 2021年7月10日 | 土曜 21:00 更新            | Netflix Amazon Prime Video U-NEXT アニメ放題 TVer ABEMA Hulu バンダイチャンネル GYAO! FOD ニコニコ ひかりTV |
| 2021年7月11日 | 日曜 0:00（土曜深夜） 更新 | J:COMオンデマンド TELASA みるプラス                                                                         |

### BD / DVD
| 巻          | 発売日        | 収録話          | 規格品番   | 規格品番      | 規格品番                                                                  | オーディオコメンタリー                                  | オーディオコメンタリー       |
| 巻          | 発売日        | 収録話          | BD 豪華版  | BD 初回限定版 | DVD 初回限定版                                                            | キャスト                                                | スタッフ                     |
| ----------- | ------------- | --------------- | ---------- | ------------- | ------------------------------------------------------------------------- | ------------------------------------------------------- | ---------------------------- |
| 1           | 2017年3月15日 | 第1話 - 第2話   |            | PCXE-50731    | PCBE-55661                                                                | 桑原由気、長縄まりあ 高田憂希、高橋未奈美               | 武本康弘、門脇未来、丸木宣明 |
| 2           | 2017年4月19日 | 第3話 - 第4話   | PCXE-50732 | PCBE-55662    | 田村睦心、桑原由気 長縄まりあ                                             | 武本康弘、浦彰宏 北之原孝將（3話）、西川昌志（4話）     |                              |
| 3           | 2017年5月17日 | 第5話 - 第6話   | PCXE-50733 | PCBE-55663    | 田村睦心、桑原由気 加藤英美里                                             | 武本康弘、秋竹斉一 小川太一（5話）、石田奈央美（6話）   |                              |
| 4           | 2017年6月21日 | 第7話 - 第8話   | PCXE-50734 | PCBE-55664    | 田村睦心、桑原由気 高橋未奈美                                             | 武本康弘、渡邊美希子 平石朋基（7話）、山田尚子（8話）   |                              |
| 5           | 2017年7月19日 | 第9話 - 第10話  | PCXE-50735 | PCBE-55665    | 田村睦心、長縄まりあ 高田憂希                                             | 武本康弘 澤真平（9話）、岡村公平（10話）                |                              |
| 6           | 2017年8月18日 | 第11話 - 第12話 | PCXE-50736 | PCBE-55666    | 田村睦心、桑原由気 長縄まりあ                                             | 武本康弘、三浦理奈 山村卓也（11話）、植野千世子（12話） |                              |
| 7           | 2017年9月20日 | 第13話 - 第14話 | PCXE-50737 | PCBE-55667    | 田村睦心、桑原由気 長縄まりあ（14話） 高田憂希（14話） 高橋未奈美（14話） | 武本康弘、米田侑加、冨板紀宏                            |                              |
| Blu-ray BOX | 2021年4月21日 | 第1話 - 第14話  | PCXE-60193 |               |                                                                           |                                                         |                              |

| 巻          | 発売日         | 収録話                   | 規格品番   | 規格品番      | 規格品番       | オーディオコメンタリー                                                                                               | オーディオコメンタリー                                                      |
| 巻          | 発売日         | 収録話                   | BD 豪華版  | BD 初回限定版 | DVD 初回限定版 | キャスト | スタッフ                                                                    |
| ----------- | -------------- | ------------------------ | ---------- | ------------- | -------------- | --- | --------------------------------------------------------------------------- |
| 1           | 2021年9月15日  | 第1話 - 第3話            | PCXE-51001 | PCXE-51011    | PCBE-56461     | 桑原由気 田村睦心（1話・2話） 長縄まりあ（1話・3話） 嶺内ともみ（2話・3話）                                          | 石原立也、門脇未来 西川昌志（1話・2話）、落合翔子（3話）                    |
| 2           | 2021年10月20日 | 第4話 - 第6話            | PCXE-51002 | PCXE-51012    | PCBE-56462     | 桑原由気（4話・5話） 長縄まりあ（4話・6話） 高田憂希（4話・5話） 嶺内ともみ（5話） 高橋ミナミ（6話） 石原夏織（6話） | 石原立也 落合翔子、西川昌志（4話） 鶴岡陽太、斎藤滋（5話・6話）             |
| 3           | 2021年11月17日 | 第7話 - 第9話            | PCXE-51003 | PCXE-51013    | PCBE-56463     | 桑原由気（7話・8話） 高橋ミナミ（7話・8話） 長縄まりあ（7話） 石原夏織（8話） 田村睦心、高田憂希、 中村悠一（9話）   | 石原立也 秦あずみ（7話） 澤真平（8話） 太田稔（9話）                        |
| 4           | 2021年12月15日 | 第10話 - 第12話          | PCXE-51004 | PCXE-51014    | PCBE-56464     | 田村睦心 長縄まりあ（10話・11話） 高橋伸也（10話） 桑原由気（11話・12話） 嶺内ともみ（12話）                         | 石原立也 小川太一（10話） 丸木宣明、門脇未来（11話・12話）                  |
| S           | 2022年1月19日  | 番外編・『ミニドラ』全話 | PCXE-51005 | PCXE-51015    | PCBE-56465     | 番外編 田村睦心 長縄まりあ 加藤英美里 『ミニドラ』全話 桑原由気 長縄まりあ 高田憂希 高橋ミナミ                       | 番外編 石原立也 澤真平 西川昌志 『ミニドラ』全話 石原立也 瀬波里梨 西川昌志 |
| Blu-ray BOX | 2025年3月26日  | 第1話 - 第12話、番外編   |            | PCXE-60213    |                | |                                                                             |

### 映像特典
『小林さんちの○○ドラゴン』（こばやしさんちのまるまるドラゴン）は、 第1期Blu-ray/DVD各巻収録の短編エピソード。
| 話数 | サブタイトル                     | シナリオ | 絵コンテ・演出    | 作画監督          | 総作画監督 |
| ---- | -------------------------------- | -------- | ----------------- | ----------------- | ---------- |
| 1    | 小林さんちの○○ドラゴン           | 山田由香 | 山村卓也          | 池田和美          | 門脇未来   |
| 2    | 小林さんちのアニマルドラゴン     | 西川昌志 | 澤真平            | 明見裕子          | 門脇未来   |
| 3    | 小林さんちの制服ドラゴン         | 西川昌志 | 澤真平            | 角田有希          | 門脇未来   |
| 4    | 小林さんちのバトルドラゴン       | 西川昌志 | 北之原孝將 澤真平 | 角田有希 岡村公平 | 門脇未来   |
| 5    | 小林さんちのスポーツドラゴン     | 西川昌志 | 澤真平            | 角田有希          | 門脇未来   |
| 6    | 小林さんちのミステリードラゴン   | 西川昌志 | 澤真平            | 角田有希          | 門脇未来   |
| 7    | 小林さんちのウェディングドラゴン | 西川昌志 | 澤真平            | 角田有希 岡村公平 | 門脇未来   |

### ショートアニメ
テレビアニメ第2期の放送を記念した連続ショートアニメ劇場『ミニドラ』が、2021年4月7日よりYouTubeのKyoaniChannelにて配信。後に第1話-13話とSP第1話-第3話が第2期Blu-ray/DVDのS巻に全て収録され、EX話が第2期Blu-ray/DVDに各巻収録されている。
| 話数 | サブタイトル                                   | 初配信日 （EX話はBD/DVDの発売日） |
| ---- | ---------------------------------------------- | --------------------------------- |
| 1    | いつもの朝（毎日がエブリデイです）             | 2021年 4月7日                     |
| 2    | リラクゼーション（癒しとは…）                  | 4月14日                           |
| 3    | 安息の地を求めて（そして、それはそこにあった） | 4月21日                           |
| 4    | 表現の自由（目に入れても痛くないわ）           | 4月28日                           |
| 5    | 非常事態（無停電電源装置はあるでヤンス）       | 5月5日                            |
| 6    | 正体見たり（見なけりゃよかった）               | 5月12日                           |
| 7    | ぷにゅ（ぷにゅ♡ぷにゅ♡ぷにゅ♡）                | 5月19日                           |
| 8    | 時報（ある意味便利です）                       | 5月26日                           |
| 9    | イメージチェンジ（キャワワです 小林さん）      | 6月2日                            |
| 10   | パンキョー（人間って面倒ですね）               | 6月9日                            |
| 11   | 才川パイセン（まさかの組み合わせです）         | 6月16日                           |
| 12   | 顧客満足度（こんなので良いんだよ）             | 6月23日                           |
| 13   | ハニームーン（結局こうなります）               | 6月30日                           |
| SP1  | 偽装工作（可愛いので許します）                 | 7月8日                            |
| SP2  | 無償の愛（濡れても温かい）                     | 8月11日                           |
| SP3  | 強敵と書いて（仲良しと読みます）               | 9月9日                            |
| EX1  | もしもシリーズ（飲んだくれの妄想です）         | 9月15日（1巻）                    |
| EX2  | インフルエンサー（これで食べていければ）       | 10月20日（2巻）                   |
| EX3  | 同調圧力（人化するドラゴンです）               | 11月17日（3巻）                   |
| EX4  | 需要と供給（ままならないものでヤンス）         | 12月15日（4巻）                   |
| EX5  | トレーニング（集中はできません）               | 2022年 1月19日（S巻）             |

### 関連番組
Webラジオ『小林さんちのイシュカン・ラジオ』 (Miss Kobayashi's isyukan radio) が、音泉にて2016年12月30日にプレ放送を経て、2017年1月13日から9月29日まで配信された。第1回（2017年1月13日）から第12回（3月31日）まで毎週金曜日配信、第13回（4月28日）から最終回第18回（9月29日）まで月1回最終金曜日配信。パーソナリティはトール役の桑原由気、カンナ役の長縄まりあ、エルマ役の高田憂希、ルコア役の高橋未奈美。
Web番組『TVアニメ「小林さんちのメイドラゴン」〜ちょろゴンずのなまほうそう〜』が、ニコニコ生放送にて2016年12月7日から2017年5月10日まで配信された。
　ゲスト(小林さんちのイシュカン・ラジオ)
- 第10回(3月17日) fhána
- 第12・18回(3月31日・9月29日) 田村睦心
- 第16回(7月28日) 石原夏織

### CD
| 発売日        | タイトル                                                           | 規格品番・備考  |
| ------------- | ------------------------------------------------------------------ | --------------- |
| 2017年3月15日 | キャラクターソングミニアルバム「小林さんちのメイ曲集」             | LACA-15636      |
| 2017年4月5日  | ラジオCD「小林さんちのイシュカン・ラジオ」ちょろゴンず             | LACA-15637      |
| 2017年4月12日 | オリジナルサウンドトラック「小林さんちのイシュカン・ミュージック」 | LACA-9496〜9497 |
| 2021年9月22日 | キャラクターソングアルバム L・O・V・E                              | LACA-15892      |
| 2021年9月22日 | ドラマCD メイドラゴンたちの日常                                    | LACA-15893      |
| 2021年9月29日 | オリジナルサウンドトラック イシュカン・ミュージックＳ              | LACA-9854〜9855 |

## 劇場アニメ
2024年9月の京都アニメーション 2025新作発表会にて映画『小林さんちのメイドラゴン さみしがりやの竜』が劇場公開されることが発表され、2025年6月27日に公開された。

### スタッフ（劇場）
- 原作 - クール教信者[156]
- 監督 - 石原立也[156]
- シリーズ監督 - 武本康弘[46]
- 脚本 - 山田由香[46]
- キャラクターデザイン・総作画監督 - 門脇未来[46]
- 美術監督 - 笠井信吾[46]
- 色彩設計 - 高橋奈緒美[46]
- 小物設定 - 唐田洋[46]
- 撮影監督 - 植田弘貴[46]
- 3D監督 - 山本倫[46]
- 音楽制作 - ランティス、ハートカンパニー[46]
- アニメーション制作 - 京都アニメーション[156]
- 製作 - ドラゴン生活向上委員会[156][注釈 80]
- 配給 - 松竹[46]

### 主題歌（劇場）
「涙のパレード」
fhánaによるオープニングテーマ。作詞は林英樹、作曲・編曲は佐藤純一。
「僕たちの日々」
小林幸子によるエンディングテーマ。作詞・作曲はKanata Okajimaとyouth case、編曲はトオミヨウ。
「ねがいごと」
コトリンゴによる挿入歌。作詞はコトリンゴ、作曲・編曲は伊藤真澄。

## イベント
| 開催日              | 内容 | 開催場所                            | 出演者 | 備考    |
| 2016年              | 2016年 | 2016年                              | 2016年 | 2016年  |
| ------------------- | --- | ----------------------------------- | --- | ------- |
| 12月29日 - 12月31日 | コミックマーケット91「京アニ＆Do Shop!」ブースにて、「小林さんちのメイドラゴン」のグッズ発売                                | 東京ビックサイト                    | |         |
| 12月29日 - 12月31日 | コミックマーケット91「ぽにきゃん」ブースにて、「小林さんちのメイドラゴン」のグッズ発売                                      | 東京ビックサイト                    | |         |
| 2017年              | |                                     | |         |
| 1月9日              | TVアニメ「小林さんちのメイドラゴン」第1話先行上映会＋キャストトーク                                                         | 丸の内ピカデリー3                   | 桑原由気(トール役)、長縄まりあ（カンナ役）、高田憂希（エルマ役）、武本康弘監督                                                  |         |
| 2月11日             | 小林さんちのメイドラゴンBD&DVD予約者対象イベント「小林さんちのバレンタインイベント！（初めてのお渡し会です）」              | ポニーキャニオン1階イベントスペース | 桑原由気（トール役）、長縄まりあ（カンナ役）、高田憂希（エルマ役）、高橋未奈美（ルコア役）                                      | 2回開催 |
| 3月25日             | AnimeJapan2017「ポニーキャニオン」ブース                                                                                    | 東京ビッグサイト                    | 桑原由気（トール役）、長縄まりあ（カンナ役）、高田憂希（エルマ役）、高橋未奈美（ルコア役）                                      |         |
| 3月29日             | ちょろゴンずのこうかなまほうそう                                                                                            | 池袋ニコニコ本社                    | 田村睦心（小林さん役）、桑原由気（トール役）、長縄まりあ（カンナ役）、高田憂希（エルマ役）、高橋未奈美（ルコア役）              |         |
| 6月18日             | TVアニメ「小林さんちのメイドラゴン」スペシャルイベント（昼の部）                                                            | 都内某所                            | 田村睦心（小林役）、桑原由気（トール役）、長縄まりあ（カンナ役）、高田憂希（エルマ役）、高橋未奈美（ルコア役）、fhána           |         |
| 6月18日             | TVアニメ「小林さんちのメイドラゴン」スペシャルイベント（夜の部）                                                            | 都内某所                            | 田村睦心（小林役）、桑原由気（トール役）、長縄まりあ（カンナ役）、高田憂希（エルマ役）、高橋未奈美（ルコア役）、fhána           |         |
| 9月10日             | 「小林さんちのメイドラゴン」最終巻の発売記念 TV未放送話「バレンタイン、そして温泉！（あまり期待しないでください）」の上映会 | ポニーキャニオン1階イベントスペース | 桑原由気（トール役）、長縄まりあ（カンナ役）                                                                                    | 2回開催 |
| 10月28日 - 29日     | 第3回京アニ＆Doファン感謝イベント「私たちは、いま！！－２年ぶりのお祭りです－」                                             | 京都市勧業館(みやこめっせ)          | 田村睦心（小林さん役）、桑原由気（トール役）、長縄まりあ（カンナ役）、高田憂希（エルマ役）、高橋未奈美（ルコア役）、白石稔（MC) |         |
| 2019年              | |                                     | |         |
| 11月3日             | 第3回京アニ＆Doファン感謝イベント「私たちは、いま！！」                                                                     | 京都市勧業館(みやこめっせ)          | | 中止    |
| 11月4日             | 第3回京アニ＆Doファン感謝イベント「私たちは、いま！！」                                                                     | 京都市勧業館(みやこめっせ)          | 門脇未来（キャアクターデザイン）                                                                                                | 中止    |

TVアニメ『小林さんちのメイドラゴンS』第1話先行上映会
2021年6月27日に丸の内ピカデリーにて開催。『小林さんちのメイドラゴンS』第1話の先行上映およびキャストトークが行われた。キャストトーク出演者は小林さん役の田村睦心、トール役の桑原由気、カンナ役の長縄まりあ。

## ゲーム
小林さんちのメイドラゴン 炸裂!!ちょろゴン☆ブレス
ブシロードから2022年3月24日に発売されたNintendo Switch・PlayStation 4用シューティングゲーム。